# Pancho Villa
Pancho Villa, eredeti nevén José Doroteo Arango Arámbula (San Juan del Río közelében, 1878. június 5. – Hidalgo del Parral, 1923. július 20.) a mexikói forradalom egyik legjelentősebb vezéralakja.
Szegény parasztcsaládban született, iskolát nem végzett. 1894-től 1910-ig hol egyedül, hol különféle bűnbandák tagjaként rablások és gyilkosságok sorozatát követte el Durango és Chihuahua államban, de közben rövid időszakokra dolgozott húskereskedőként, bányászként és építőmunkásként is. Amikor 1910-ben Francisco Ignacio Madero meghirdette a forradalmat, csatlakozott a felkelőkhöz, és már a kitűzött nap, november 20. előtt megkezdte katonai akcióit. Jó vezetői képességei hamar megmutatkoztak; helyismeretét és kapcsolatait kamatoztatva könnyen összegyűjtött több száz embert, akikkel csatlakozott a Ciudad Juárezt májusban megtámadó sereghez. Az ottani győzelem után lemondott Porfirio Díaz elnök.
Hamarosan Madero lett Mexikó elnöke, de ellene is lázadások törtek ki. Villa az orozquista lázadók ellen harcolt az ország északi részén, de mivel felettese, Victoriano Huerta féltékeny lett sikereire, lopás ürügyével majdnem kivégeztette — végül csak börtönbe zárták, ahonnan megszökött. Az Amerikai Egyesült Államokba ment, majd Madero 1913-as meggyilkolása után hazatért Mexikóba, hogy az új elnök, az árulóvá vált Huerta ellen harcoljon. Mindössze nyolc társával lépte át a határt, de hamarosan több mint 10 000-es sereget gyűjtött maga köré, megalakítva az északi hadosztályt. Számos nagy győzelmet aratott Chihuahuában és a Comarca Lagunerában, rövid időre Chihuahua állam kormányzója is volt, végül a forradalmárok zacatecasi győzelme után a Huerta-kormány is megbukott.
A győztesek táborában ellentétek feszültek, ezért életre hívták a forradalmi konventet, amely végül elfogadta Emiliano Zapata földosztást szorgalmazó Ayala-tervét. De Venustiano Carranza, aki saját kormányt alakított Veracruzban, máshogyan képzelte a szociális reformokat, és nem ismerte el a konvent szuverenitását. Újabb polgárháború kezdődött, ezúttal a konvent hívei (köztük Villa) és a carranzisták között. Villa a középső országrészben több súlyos vereséget szenvedett Álvaro Obregóntól, majd visszavonult északra. Ott évekig gerillaháborút vívott néhány ezer emberével, de döntő sikereket nem tudott elérni. Mivel az Egyesült Államok elismerte Carranza kormányát, Villa pedig úgy vélte, hogy Carranza cserébe eladta Mexikót az amerikaiaknak, Amerika-ellenes érzelmek kerítették hatalmukba. 1916 tavaszán megtámadta az Új-Mexikó állambeli Columbus kisvárost is, amiért az amerikaiak sok ezer katonával behatoltak Mexikóba, hogy elfogják, ám nem jártak eredménnyel.
1920 tavaszán a Sonora államból indult Agua Prieta-i felkelés megdöntötte Carranza kormányát, ezért Villa is úgy döntött, nem harcol tovább. Megegyezett az ideiglenes elnökké kinevezett Adolfo de la Huertával, hogy visszavonul a magánéletbe: kapott egy haciendát Canutillóban, ahol évekig gazdálkodott. Korábbi ellenségeinek egy csoportja gyilkolta meg 1923 júliusában Parralban.
Bár Villa az emberek nagy részének szemében mindig is hős volt, a Mexikót a forradalom után az ezredfordulóig vezető pártoknak még évtizedekig tartott, mire változtattak vele ellenséges álláspontjukon. Csak az 1960-as évektől emeltek neki egyre több szobrot, nyitottak emlékére múzeumokat. Nevét is csak ekkor írták fel a többi nemzeti hőséhez hasonlóan arany betűkkel a képviselőház falára.

## Ifjú évei
José Doroteo Arango Arámbula néven született 1878. június 5-én a Durango állambeli San Juan del Río közigazgatási területéhez tartozó Río Grande haciendán, a La Coyotada nevű tanyán, keresztelőjére július 7-én került sor. Szülei, Agustín Arango és Micaela Arámbula szegény parasztok voltak, öt gyermekük közül ő volt a legidősebb. Ha járt is iskolába, akkor is csak néhány napig, így írni-olvasni csak jóval később, 25-27 éves kora körül tanult meg. Apja 1884-ben vagy 1885-ben elhagyta családját vagy meghalt, így a gyermekre már igen fiatalon kemény munkák hárultak. Főként mezőgazdasági munkákkal foglalkozott, hamar kitűnő lovassá vált, majd favágóként és 11-12 éves korától vándorkereskedőként is dolgozott.

### Bűnözőként
Fiatalkoráról rengeteg, egymásnak is ellentmondó történet kering, maga Villa is számos esetben más-más formában mesélte el ugyanazokat az eseményeket. Nagyon valószínű, hogy már 1894 előtt követett el rablásokat, de legszélesebb körben ismert, őt a törvénnyel szembe állító cselekedete az volt, hogy 1894-ben, amikor Agustín López Negrete Gogogito nevű haciendáján élt, és vagy az hacienda tulajdonosa, vagy annak fia megpróbálta megerőszakolni Villa Martina nevű húgát, rálőtt az illetőre. Hogy megsebesítette-e, arról eltérően vélekednek a források, de innentől kezdve menekülnie kellett.
Néhány hónapot töltött magányosan a Sierra del Gamón hegyei között, de elfogták és börtönbe zárták. Sikerült megszöknie és visszatérnie a vadonba, ahol csaknem két éven át élt, többek között lopott marhák húsán, de néha a húst elcserélte más élelmiszerekre is. Az itt töltött idők során vadon termő gyógynövények sokaságát is megismerte. 1896 nyarán csatlakozott a hírhedt Ignacio Parra bűnbandájához, akivel évekig rablások és gyilkosságok sorát követték el Durango északi és Chihuahua déli részén. Ez idő alatt született meg (valószínűleg) első gyermeke, Reynalda, egy María Isabel Campa nevű nőtől.
Miután elhagyta a bandát, visszatért szülőföldjére, és egy kis üzletben húsokat és bőröket árult, de nem hagyott fel a bűnözéssel sem, néha egyedül, néha csoportosan számos további rablást követett el. 1901-ben elfogták, és csak szerencsével kerülte el, hogy Octaviano Meraz bíró ítélkezzen fölötte, akiről az a hír járta, hogy „előbb akaszt, és csak utána vizsgálódik”. Bár bizonyítékok hiányában hamar elengedték, néhány hónap múlva egy másik ügy miatt ismét elfogták és erőszakkal besorozták a hadseregbe. Körülbelül egy év múlva innen megszökött.
Ekkortól kezdve kezdett álneveket használni, időnként hívta magát Salvador Herediának és Antonio Floresnek is, de leggyakrabban a Francisco Villa álnevet használta. Hogy ez a név honnan származik, arra nagyon sok különböző magyarázat van, a legelterjedtebb nézet, hogy egy elhunyt bűntársát nevezték így, akivel még Parra bandájában „dolgozott” együtt. Egyúttal azt is elhatározta, felhagy a bűnözéssel, és törvényes munkából próbál megélni. Dolgozott egy parrali építkezésen és több bányában is. Egyszer egy szikla ráesett a lábára, amit az elfertőződött sebek miatt már csaknem amputáltak, de néhány vénasszonynak gyógyfüvekkel sikerült meggyógyítania. A következő időkben hol törvényesen dolgozott, hol bűntetteket követett el, 1904-ben csatlakozott José Beltrán bandájához is, akik a rabolt pénzből sokat szétosztottak a szegények között. 1905-ben átlépte az országhatárt is, és egy ideig Új-Mexikóban, Coloradóban és Arizonában is dolgozott bányászként és a vasútnál, majd hosszabb-rövidebb időre letelepedett Chihuahua városában és Parralban is. Egészen 1910-ig folytatta ezt az életformát, ezalatt széltében-hosszában belovagolta és jól megismerte Chihuahua nagy részét, számos kapcsolatot alakított ki az állam minden táján, többször meg is sebesült lövöldözésekben, és elfogatóparancsokat is kiadtak ellene.

## A maderista forradalomban

### A forradalom első hónapjai

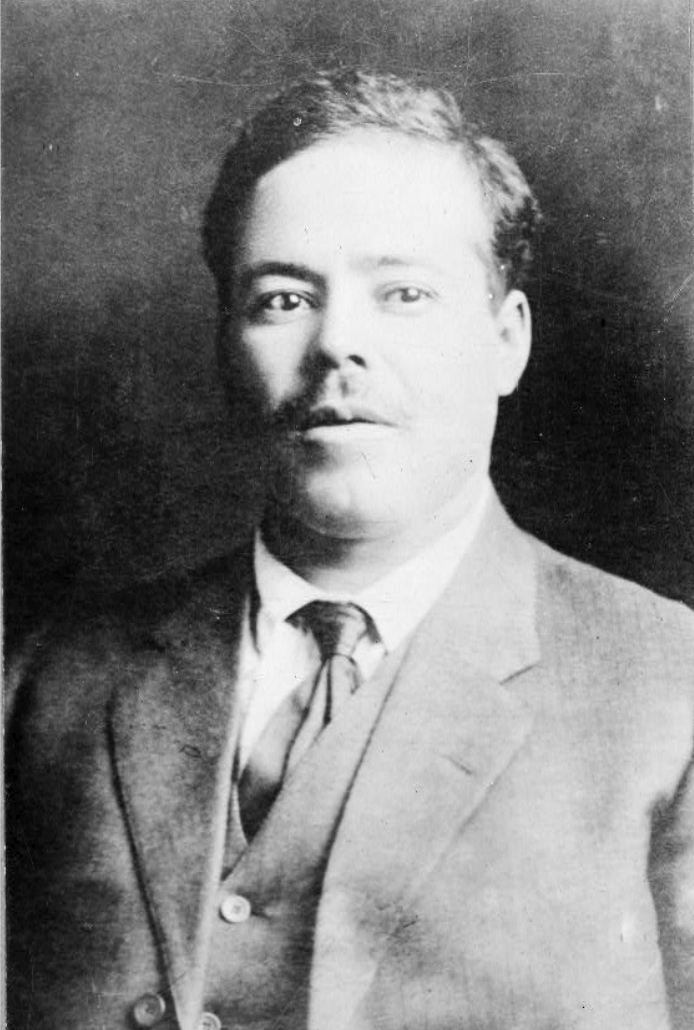
Pancho Villa 1910-ben

Az 1900-as évtized végén országszerte alakultak a Porfirio Díaz elnök újraválasztását (sőt, az elnök újraválaszthatóságát) ellenző klubok, ennek az antireelekcionista mozgalomnak a vezérévé Francisco Ignacio Madero vált. Az 1910-es választáson Madero elnökjelöltként is indult, ám letartóztatták, és San Luis Potosí börtönébe zárták. Madero megszökött a börtönből, és kiadta a San Luis-tervet, amelyben november 20-ára fegyveres felkelésre szólította fel az ország népét. Embereit már hónapokkal korábban szétküldte Mexikó minden tájára, hogy harcosokat toborozzanak. Chihuahua állambeli megbízottja a helyi antireelekcionista klub alapítója, Abraham González volt, neki sikerült Pancho Villát is a maderisták közé állítania. Hogy mikor és hol találkoztak, egyáltalán melyikőjük kezdeményezte a találkozót, az ma sem bizonyos.
Villa egy La Estacada nevű helyen táborozott le, és maga köré gyűjtötte 15-20 régi bűntársát. Első katonai akciójukat november 17-én követték el, amikor is megtámadták a Chavarría haciendát, amelynek tulajdonosát megölték. González emberei, köztük Villa és felettese, Cástulo Herrera, két nappal később már a fővárost, Chihuahuát akarták megtámadni, ám túl kevesen voltak hozzá, ezért úgy döntöttek, inkább a közeli San Andrést foglalják el. Ott nem ütköztek ellenállásba. A hadsereggel először akkor kerültek összetűzésbe, amikor egy vonatnyi katona haladt át a városon Ciudad Guerrero irányába, ahol az ottani felkelést akarták leverni. Amikor a vonat megállt, Villáék tüzet nyitottak, 7 katonát megöltek, de ezután a szerelvény továbbindult.
Villa első vereségét Trucy Aubert túlerőben levő csapataitól szenvedte el a Picachos de Tecolote nevű csúcsnál, a lövöldözés során több barátját is elvesztette. A kormányerők és a kormányhoz hű földbirtokosok azonban már kezdték érezni a veszélyt, folyamatos volt a katonai mozgósítás, a gazdagok között pedig volt, aki Mexikóvárosba menekítette vagyonát. December 2-án a kormányzó tárgyalásba bocsátkozott a forradalmárok vezetőivel, majd megegyeztek egy egy hónapos tűzszünetről. December 10-én Villa a Pascual Orozco forradalmárai által elfoglalt Guerreróba ment, ahol úgy döntött, csatlakozik Orozco seregéhez.
A következő hónapokban néhány száz embert gyűjtött maga köré és kisebb összecsapásokban vett részt, egyszer meg is sebesült. Kiépített maga körül egyfajta hírszerző- és csempészhálózatot is, de lőszert igen nehezen tudott beszerezni, mivel azt egész Mexikóban egyáltalán nem gyártottak. Csak az Amerikai Egyesült Államokból tudták behozni illegálisan, vagy halott ellenségeiktől tudtak zsákmányolni. Február végén az állam déli részén megsemmisítettek néhány hidat és távíróvonalat is, hogy elvágják az összeköttetést a stratégiai fontosságú Torreónnal.

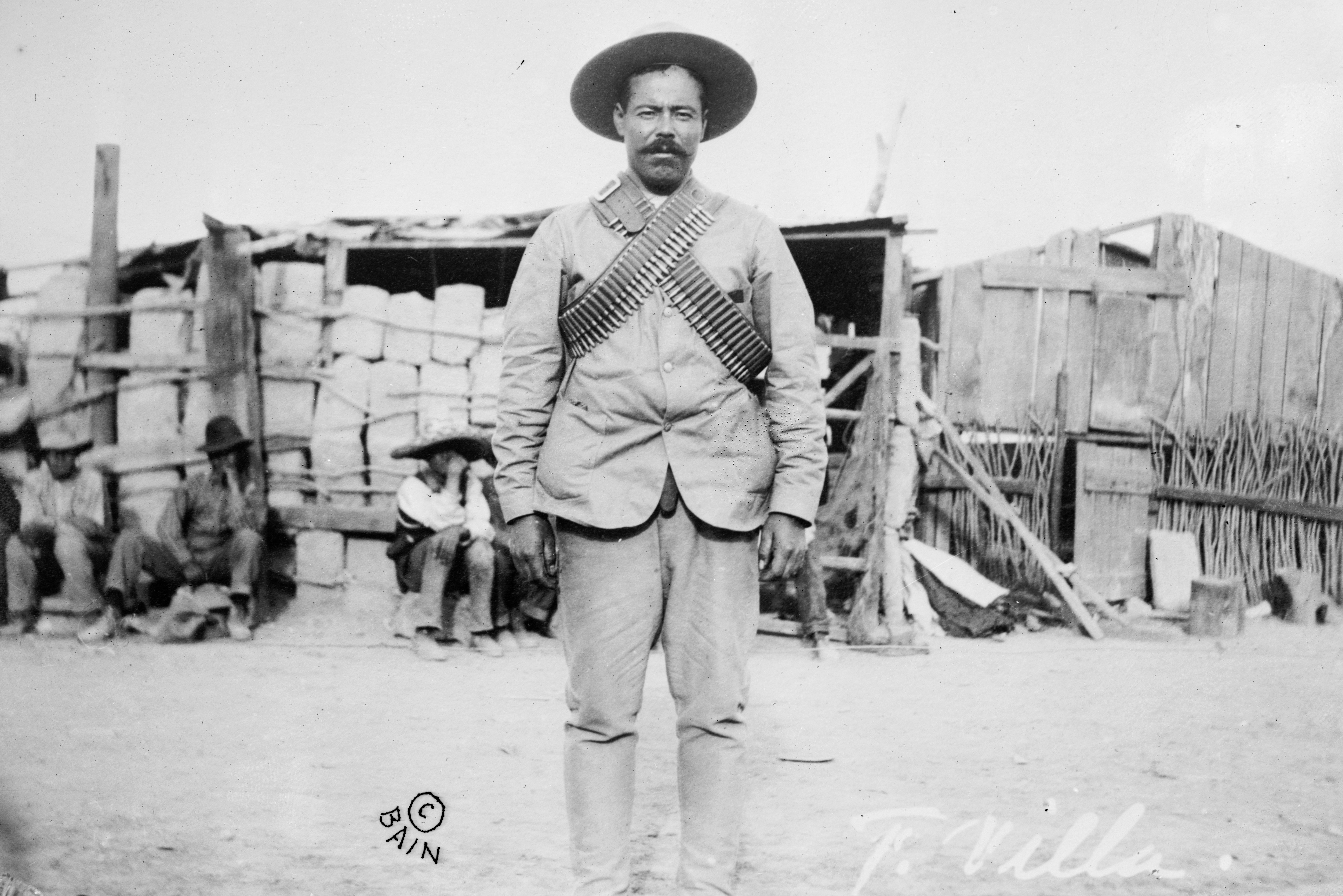
Pancho Villa 1911-ben

Februárban az addig az USA-ban tartózkodó Madero visszatért Mexikóba, de március 6-án egy jól felszerelt porfirista csapat vereséget mért seregére. Madero ezután a Bustillos nevű haciendán rendezte be főhadiszállását is, ahol Abraham Gonzáleztől megtudta, hogy Villa 300 emberrel rendelkezik, de lőszerhiányban szenved. Március végén találkoztak először személyesen, majd ezután többször is, és miután Madero megismerte a chihuahuai felkelők eddigi eredményeit, Orozcót ezredessé, Villát és egy Agustín Estrada nevű társukat mayorrá nevezte ki.
Mivel úgy gondolták, a határ közelében könnyebb fegyvereket és lőszert beszerezni, Chihuahua helyett inkább Ciudad Juárez megtámadását határozták el. A mintegy 2000 emberből álló menet április 7-én indult útnak, a hónap közepén azonban súlyos belső ellentétek jelentkeztek a forradalmárok csapataiban. A vörös zászlókat lengető magónista anarchista-szocialisták lázadoztak Madero ellen, azt állítva, hogy ő még nagyobb diktátor, mint Porfirio Díaz. Madero a politikától magát távol tartó Villát bízta meg, tegyen valamit a magónisták ellen, de lehetőleg vérontás nélkül. Villa összegyűjtött 400 embert, körbevették a magónisták csoportjait, és egyszerűen felszólították őket, tegyék le a fegyvert. Vezetőiket letartóztatták, de a többiek visszakapták fegyvereiket, és különböző brigádokba osztották be őket, hogy a jövőben ne tudjanak egységesen fellépni.

### Ciudad Juárez elfoglalása

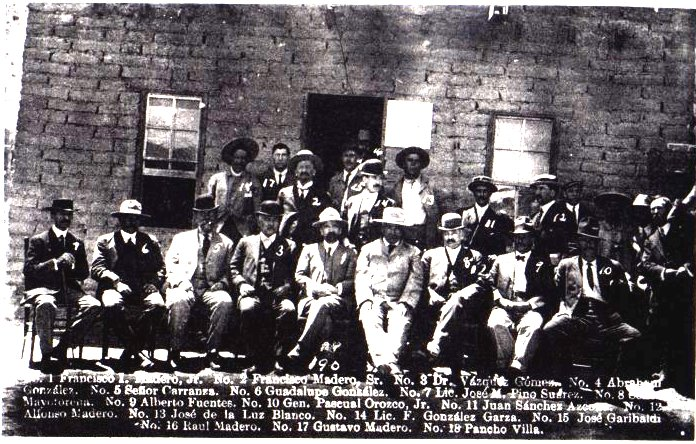
Fénykép a Ciudad Juárez-i győztesekről. Villa a felső sor bal szélén áll

A forradalmárok több részletben érkeztek meg Ciudad Juárezhez, Villa április 16-án. Támadás helyett azonban letáboroztak, 20-án pedig Madero vezetésével béketárgyalások kezdődtek a Mexikóvárosból érkező kormányküldöttekkel. Fegyverszünetben egyeztek meg, amit később meghosszabbítottak, de a forradalmi seregben egyre nőtt a türelmetlenség és az elégedetlenség Madero bizonytalansága miatt. Amikor május elején Madero úgy döntött, mégsem támadják meg a várost, Orozco bejelentette: ellenszegül a döntésnek és 8-án elindítja az ostromot. Villa egyetértett vele.
Kettőjük terve az volt, hogy lövöldözést provokálnak, ami után elszabadulnak és megfékezhetetlenné válnak az indulatok. Így is történt, de hogy felelősségüket eltitkolják, átkeltek az amerikai határon, és amikor eldördültek a lövések, akkor is éppen a túloldalon, El Pasóban tartózkodtak. A forradalmárok kisebb csoportokban kezdtek beszivárogni a városba, majd másnaptól, amikor már Madero is belátta, nincs más út, nagyobb, néhány száz fős egységeik több irányból közelítették meg a központot. Villa délről indult el 650 emberével, ám amikor géppuskatűz állta útjukat, visszahúzódtak a vasútállomáshoz, ahol vasúti talpfákból építettek maguknak barikádot, majd a közeli iskolát vették tűz alá, ahol a kormányerők meghúzódtak. Az iskolát 9-én este foglalták el, majd 10-én délben a körülzárt védők megadták magukat.
A csata után Orozco és Villa összetűzésbe keveredett Maderóval amiatt, hogy kevés élelem jutott a csapatoknak, valamint hogy Madero azt a Venustiano Carranzát nevezte ki új „kormányának” hadügyminiszterévé, akinek semmi katonai tapasztalata nem volt. Bár hamarosan helyreállt a béke, Maderónak többen továbbra is azt sugallták, Villa veszélyes ember, ezért 25 000 pesót ajánlott fel neki, hogy távozzon a seregből. Villa végül 11 500-at fogadott el, ennek egy részéből kukoricát vett és később szétosztotta a San Andrés-i hadiözvegyek között.

## A De la Barra- és a Madero-kormány idején
Az események után Villa Chihuahua városában telepedett le, ahol néhány hónapig nyugalomban élt: ezekben az időkben élő állatok és hús kereskedelmével foglalkozott. Május 27-én egy egyházi esküvő keretében feleségül vette Luz Corralt, akivel július végén több hétre Mexikóvárosba utaztak nászútra, ahol megcsodálták a legfontosabb turistalátványosságokat. Villát elszomorította az a kettősség, amit a fővárosban tapasztalt: egyfelől a gazdagok palotái, másfelől a mérhetetlen szegénység.
Októberben Francisco de la Barra ideiglenes kormánya helyett hivatalba lépett a demokratikusan megválasztott Madero-kormány. Néhány hónapon belül azonban országszerte megnőtt az elégedetlenség, mert az emberek kevés változást tapasztaltak. Számos kisebb felkelés tört ki az új kormány ellen: a magónista vörösök, délen a zapatisták, sokhelyütt a forradalmi seregből elbocsátott emberek, valamint a nagytőkések támogatottjai mind Madero ellen fordultak. Maga Villa is elégedetlen volt sok mindennel, de ebben a zűrzavaros helyzetben a lázadó csoportokban sem bízott. 1912. február elejétől elkezdett harcosokat gyűjteni maga köré, de célja bizonytalan volt. Nyolc nap múlva már mintegy 500-an voltak, amikor kiadott egy sokféleképpen értelmezhető kiáltványt, amelyben az ország tisztázatlan helyzetéről és lehetséges árulókról beszél, de konkrétan nem nevezi meg, mikre és kikre gondol.

### Az Orozco-féle lázadás
Pascual Orozco, az egykori forradalmár 1912 februárjában még Chihuahua hivatalos katonai vezetője volt, ám március elsején lemondott. Sok lázadó forradalmi múltja miatt már lemondása előtt is őt látta volna szívesen az újrakezdődő felkelés élén, de ő kettős játszmát űzött: gyakran találkozott a régi rendszer nagybirtokosaival is, akik egyre inkább támogatták. Március 3-án azonban a kormányhoz való hűségét kinyilvánító Villa serege megjelent Chihuahua városa előtt, ahol Orozco tartózkodott, és támadást indított, amit azonban a védők visszavertek.

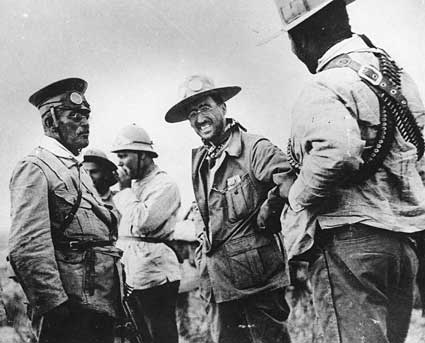
Victoriano Huerta, Emilio Madero és Pancho Villa (háttal)

Március 6-án Orozco egyesítette a lázadók sokféle csoportját, és kiadta az Empacadora-tervet, amelyben Madero elleni harcra buzdított. Orozco apja felkereste az éppen Santa Veracruzban táborozó Villát, és 300 000 pesót ajánlott fel neki, ha felhagy a harccal és végleg az USA-ba távozik, ám ő ezt visszautasította. Hamarosan folytatódtak az összecsapások: március 15-én La Boquillánál Villa csapatai vereséget szenvedtek, ezért Villa Parralba vonult, ahol Maclovio Herrerával együtt 24-én lefegyverezték a város védőit, és letartóztatták az Orozcóval gyanús kapcsolatot tartó José de la Luz Sotót is. A városban ezután a gazdagoktól 100 000 pesónyi hadikölcsönt szedtek be, valamint a Banco Minero bankból további 50 000-et vittek el. Április 2-án Orozco szövetségesei, a magónista vörösök megtámadták Parralt, de a védők visszaverték őket. Hat nappal később egy több mint háromszor akkora sereg érkezett, ezért pár órás harc után éjszaka Villa és néhány embere kitört az ostromgyűrűből és elmenekült.
Április 10-én Madero üzenetet küldött Villának, amelyben méltatta hűségét, és felkérte, csatlakozzon a Torreónban táborozó hadsereghez, amelyet Victoriano Huerta irányít. Villa engedelmeskedett, és április 21-én megérkezett a Torreónnal szomszédos Gómez Palacióba, majd május 8-án Tlahualilónál győzelmet arattak a vöröszászlósok felett. Másnap Huerta javaslatára tábornokká nevezték ki, de rosszul esett neki, hogy ezután a hivatásos katonák sokáig „tiszteletbeli tábornok”-nak gúnyolták. Május 12-én a conejosi állomásnál ismét vereséget mértek a lázadókra, de Huerta hagyta őket elmenekülni, csakúgy, mint a 22-i, a rellanói síkon aratott döntő győzelem után.
Az ezt követő napokban (valószínűleg Parralban) történt, hogy Villa megismert egy Piedad Nevárez nevű lányt, akinek azonnal házasságot ajánlott. Bár már volt egy felesége, egy pap mégis összeadta őket.

## Harcai Huerta ellen

### A börtönben és szökése után

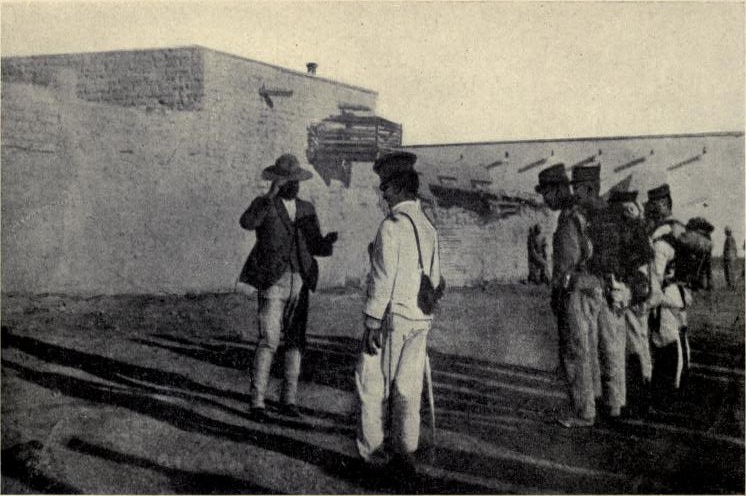
Villa és a kivégzőosztag

A Orozco-féle felkelést végül augusztusban sikerült elfojtani, de Villa a hátralevő harcokban már nem vett részt, ugyanis a rá egyre féltékenyebben tekintő Huerta parancsára (engedetlenséggel és lopással vádolva) június 4-én reggel Jiménez városában elfogták, és azonnal kivégzőosztag elé állították. Villa sírni kezdett, majd a nála levő pénzt szétosztotta az osztag katonái között, egyiküknek óráját is odaadta. Ekkor azonban egy Rubio Navarrete nevű alezredes érkezett a helyszínre, és a kivégzés felfüggesztésére adott parancsot, amíg Huertával beszél. Végül a Madero-testvérek nyomására (vagy Emilio és Raúl Madero, vagy – sok történész szerint – Francisco Ignacio Madero elnök távirat útján avatkozott közbe) a kivégzést leállították. Villát vonaton Mexikóvárosba szállították, majd a Lecumberri-palota börtönébe zárták. Évekkel később visszatért Jiménezbe, és azon a helyen, ahol csaknem kivégezték, egy nagy fehér keresztet festett a falra.
Június 11-én kezdődő perében a vádpontok később kiegészültek Parral városának kifosztásával is. Felmentő ítélet Abraham González chihuahuai kormányzó tiltakozása ellenére sem született, így Villa hónapokig a börtönben maradt. Itt ismerte meg a zapatista Gildardo Magañát, akitől Mexikó történelmével kapcsolatos könyveket kapott: ezeket óriási érdeklődéssel olvasta. Ám hiába írt a börtönből 19 levelet Madero elnöknek, hiába érkezett Chihuahuából az elnöki palotába 50 000 Villát támogató aláírás, csak annyit sikerült elérnie, hogy novemberben áthelyezzék a Santiago Tlatelolcó-i katonai büntetés-végrehajtási intézetbe. Itt megismerte a katonai bíróság egyik titkárát, Carlos Jáureguit, akinek segítségével december 26-án egy elreszelt rácsot felfeszítve, majd álruhába bújva egyszerűen kisétált a börtönből. Vonaton és hajón, Manzanillo és Nogales érintésével az Amerika Egyesült Államokba menekült. 1913. január elején érkezett meg El Pasóba, ahol Luz Corral már várt rá.
Több üzenetet is küldött a mexikói kormánynak, amelyben figyelmeztette őket: a börtönben azt hallotta, újabb összeesküvés készülődik Madero ellen. Február elején ez meg is történt: a tragikus tíz napnak nevezett események során a Díaz-rendszer hívei és a hozzájuk csatlakozó Huerta megdöntötték a kormányt, majd Maderót meggyilkolták, és Huertát nevezték ki új elnöknek. Amikor Villához eljutott a hír, bosszút esküdött. Megpróbált embereket gyűjteni maga köré, de csak nyolc társat talált, és pénze is igen kevés volt. Amikor március 6–8. körül átlépték a mexikói határt, mindössze 9 Winchester puskát, körülbelül 4500 30-30-as lőszert, egy kevés kávét, cukrot és sót vittek magukkal – valamint drótvágó fogókat, hogy majd azok segítségével tudjanak marhákat lopni a chihuahuai nagybirtokokról.

### Visszatérés Mexikóba
Ahogy faluról falura haladtak (útközben haciendákat kifosztva), úgy csatlakoztak hozzájuk egyre többen és többen. Villának mindenhol voltak régi ismerősei, akik behálózták az államot, így a sereg rövid idő alatt több száz fősre bővült. Április elején megtámadtak egy vonatot, amely nagy mennyiségű ezüstöt szállított: a Wells Fargo ügynökei 50 000 dollárt adtak érte. Május 29-én Saucillónál legyőztek egy 1500 fős szövetségi sereget, és számos fegyvert zsákmányoltak, majd június 5-én Villa 700 fős csoportja élén északra indult. Hat nappal később érkezett meg a Madero-család bustillosi haciendájára, ahol 13-án újabb csatát nyert, egy hét múlva pedig Casas Grandesnél szintén győzedelmeskedett.
Ezután az északi határ közelében fekvő La Ascensión mellett táborozott le, ahol közel másfél hónapon át gyűjtötte az embereket és az erőforrásokat, hátországként a szintén Huerta ellen fellázadt Sonora államot használva. Már korábban is értesült róla, hogy Venustiano Carranza is harcba szállt Huerta ellen, és kinevezte magát a forradalmi erők fővezérévé, de itt, La Ascensiónban találkozott először Carranza küldötteivel. Azonnal aláírta Carranza Guadalupe-tervét, de azt nem tartotta helyesnek, hogy alárendelje magát és embereit az „idegeneknek” (azaz nem chihuahuaiaknak). Hamarosan elhagyta La Ascensiónt és délre indult, de augusztus közepén üzenetet kapott Luz Corraltól, hogy a vörösök megtámadták San Andrést, Luz Elena nevű kislánya pedig meghalt. Villa azonnal San Andrésbe indult, ahol véres csatában vereséget mért a település megszállóira. Foglyai közül 237-et egy 1862-es törvényre hivatkozva agyonlövetett. Miután eljutott hozzá a hír, hogy két sereg is üldözi, a vasúti hidakat maga mögött felrobbantva délre indult, hogy elfoglalja a fontos vasúti csomópontot, Torreónt. Útja során ismét sokan csatlakoztak hozzá.

### Fontos városok elfoglalása

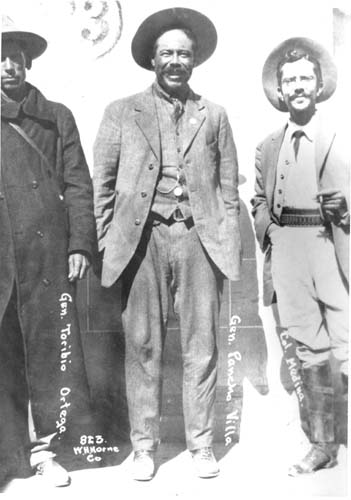
Toribio Ortega, Pancho Villa és Juan N. Medina

Szeptember végén érkeztek meg a Comarca Lagunerába, ahol 27-én a Torreón közelében levő La Loma haciendára összehívta seregének vezetőit, akik őt választották a megalakuló északi hadosztály (División del Norte) főparancsnokává. Különböző vélemények szerint a hadosztály létszáma ekkorra már 4000–9000 fő volt. A sereg Maclovio Herrera vezette egyik része a Nazas folyó egyik, a Villával előrenyomuló másik rész a másik partján indult el. 29-én Villáék a várostól délre, Avilés falunál legyőzték a szövetségiek 550 fős seregét, majd másnap támadást indítottak Torreón ellen is, amit végül október elsejére foglaltak el. A hadizsákmány igen jelentős volt, a rengeteg fegyver (köztük két óriási ágyú, a Rorro és az El Niño) és lőszer mellett számos vonatot is megszereztek.
A győzelem utáni fosztogatásokat úgy próbálta megakadályozni, hogy a fosztogatókat agyonlövette, viszont a környékbeli gazdag birtokosoktól ő maga is előszeretettel kényszerített ki „kölcsönöket”, amelyeket aztán részben saját seregére fordított, részben szétosztogatott, például kórházak számára. Ezekben a napokban kötött házasságot harmadik feleségével, Juanita Torresszel.
Körülbelül egy hetet töltött Torreónban, majd egy kisebb helyőrséget hátrahagyva Chihuahua elfoglalására indult. 4500 embere közül a vezérkar és a gyalogság vonattal, a többiek lovon haladtak észak felé. Mielőtt elérték volna a várost, hetekig gyűjtötte tovább az embereket és a lőszert (ebben nagy segítségére volt Hipólito nevű öccse is), ám a november 5-én indított, több napig tartó támadást visszaverte a várost védő Salvador Mercado és Pascual Orozco számbeli és fegyverzeti fölényben levő serege, ráadásul közben megérkezett a hír, hogy a huertisták visszafoglalták Torreónt is.
A lőszerhiánnyal küzdő villisták a visszavonulás után Chihuahuától 30 km-re táboroztak le, majd egy részük a szintén a szövetségiek kezén levő Ciudad Juárez irányába indult. Az El Cobre vasútállomáson 13-án elfoglaltak egy északról érkező, szenet szállító vonatot, amit (valószínűleg Juan N. Medina ötlete alapján) kipakoltak, és belezsúfolták a mintegy 1800 főnyi forradalmár sereget. Az állomás távírósát fegyverrel fenyegetve felvették a kapcsolatot a Ciudad Juárez-i központtal, és azt az üzenetet továbbították nekik, hogy a szenesvonatot a forradalmárok fenyegetik. Válaszul azt az utasítást kapták, hogy a vonat induljon vissza Ciudad Juárez felé. Így érkeztek meg 15-én éjjel a város belsejébe, ahol a szövetségiek nem is sejtették, hogy a vonat tele van fegyveresekkel: a települést védő katonák jó része játéktermekben, kocsmákban és bordélyházakban múlatta az időt, amikor megkezdődött a támadás. A forradalmárok gyors győzelmet arattak.
A Ciudad Juárezben eltöltött napok alatt találkozott Carranza követeivel éppúgy, mint egykori börtöntársával, Gildardo Magañával, akivel a zapatisták fő követeléséről, a földosztásról beszélgettek. Villa támogatta a földosztást, de kiderült, hogy Carranza elhamarkodottnak tartja az ötletet, így már most elkezdődött egyfajta ellentét kialakulni kettejük között.
Néhány nap múlva Chihuahuából egy körülbelül 5250-5500 fős szövetségi sereg indult északra, hogy megütközzön a forradalmárokkal. Villa nem akart a városban harcolni, ezért november 22-én egy kisebb helyőrséget hátrahagyva megindította vonatait dél felé. 24-én reggel, Tierra Blanca vasútállomása közelében kezdődött meg a csata, de hiába érkezett éjjel Ciudad Juárezből egy vonat ellátmányokkal és egy kisebb erősítéssel, másnapra a szövetségiek kerültek fölénybe. Ám Villa váratlanul lovasrohamot rendelt el, amellyel elsöpörte a szövetségi sereget, amelynek maradványai elmenekültek. November végén a huertisták Chihuahuából is elvonultak, Villa seregei pedig 3-án indultak el az állam fővárosa felé. Útjukat nehezítették a visszavonuló csapatok által felszedett sínek, felégetett hidak és a szénhiány, de amikor végül öt nappal később megérkeztek a városba, az ott maradt, körülbelül 200 fős helyőrség harc nélkül megadta magát.

### Chihuahua kormányzójaként

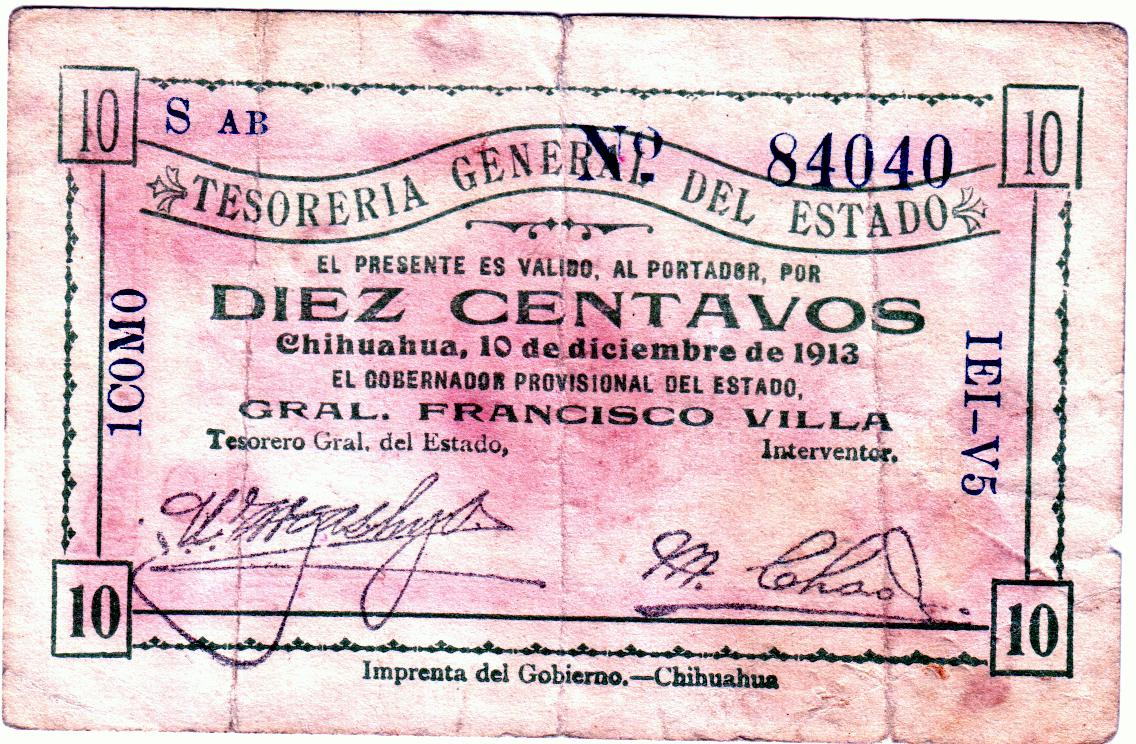
A Villa által Chihuahuában kibocsátott papírpénz

Chihuahuában Villát óriási ünnepléssel fogadták, és azonnal az állam kormányzójává választották. Körülbelül egy hónapig töltötte be ezt a tisztséget, ez idő alatt 17 rendeletet alkotott meg. Mindjárt első nap halálbüntetés terhe mellett megtiltotta katonáinak az alkoholtartalmú italok fogyasztását, a közbiztonságot pedig éjjeliőrség felállításával javította. Az Egyesült Államok sajtójában nagy felháborodást okozott az a döntése, hogy a spanyol telepeseket kitiltotta az államból, mondván, hogy a spanyolok nemcsak hogy évszázadokon át rabszolgasorban tartották az indiánokat, de a forradalom idején is Porfirio Díazt, majd Huertát támogatták. Más külföldiek ellen azonban nem hozott semmilyen intézkedést, és amikor 1914 január elején a Ciudad Juárez-i kínaiak tömegesen próbáltak menekülni az államból, a sajtóban nyugtatta meg őket, hogy nem igazak a pletykák, miszerint őket is ki akarná tiltani.
December 12-én rendelte el az állam hasznos területének kétharmad részét birtokló 17 család minden vagyonának elkobzását, és a földek szétosztását a hadiözvegyek és -árvák, saját seregének tagjai, valamint eredeti tulajdonosaik részére. Nemzeti tulajdonba vette a malmokat, így a liszt árát a zsákonkénti 9 dollárról 1,5 dollárra tudta csökkenteni, de jelentősen olcsóbbá tette a tejet, a kenyeret és a húst is. Arról is rendelkezett, hogy a korábban a huertisa hatóságok felé fennálló adósságok ezentúl semmisnek tekintendők. Ezen intézkedései miatt többen szocialistának és fourieristának nevezték.
Megalapított egy állami bankot, december végén pedig 2 millió peso névértékben saját papírpénzt nyomtattatott, és 60 napos börtönnel fenyegette azokat, akik nem fogadják el vagy alacsonyabb értékben számítják be ezeket az új pénzeket. Megnyitott egy tudományos és irodalmi intézetet (Instituto Científico y Literario), valamint körülbelül 50 iskolát is. Bár hivatalosan 1914. január 8-án befejezte kormányzói tevékenységét, a gyakorlatban még hónapokig irányította az eseményeket.

### Az ojinagai csata

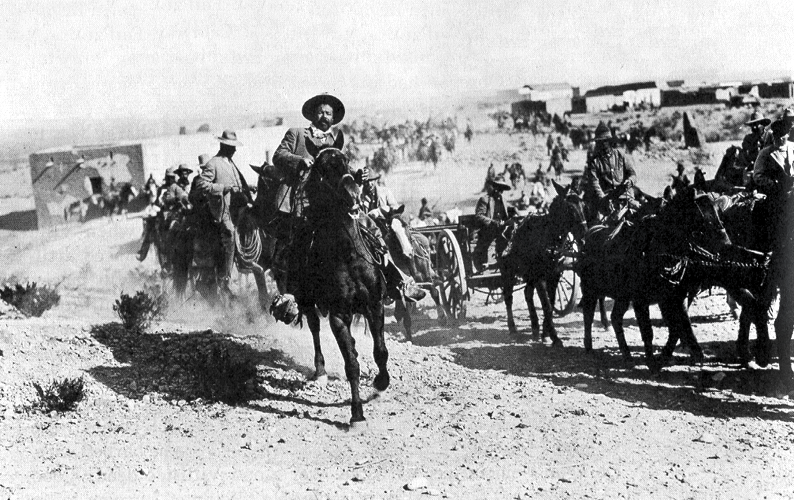
Villa az ojinagai csata után

A Chihuahuából elvonult szövetségiek a határmenti Ojinagában gyűltek össze. December utolsó napján a villista Pánfilo Natera egy kisebb sereggel megérkezett Ojinagához, amit több egymást követő éjjel, végül január 4-én hajnalban is megtámadtak, de a védők visszaverték őket. Ezért 5-én Villa is elindult a helyszínre, öt nappal később pedig félkör alakban bekerítették a települést, csak az USA felé eső határrészt hagyták szabadon. A támadást 11-én este indították meg, és gyors győzelmet arattak. Az életben maradt védők a holttestekkel teli Río Bravo folyón átúszva Presidióba menekültek.
Még január első napjaiban, a támadás előtt a villisták különös szerződést ajánlottak fel az amerikai filmeseknek: nyereségük egy részéért cserébe engedélyezik nekik, hogy elkísérjék és lefilmezzék Villát hadjáratai során, mindeközben lovat és élelmet is kapnak a forradalmároktól. A filmes társaságok között mindössze egy volt, amelyik érdeklődést mutatott: a Harry Aitken vezette Mutual Film Corporation. Villa távollétében Eugenio Aguirre Benavides írta alá a szerződést január 5-én El Pasóban, ebben a felek rögzítették, hogy a forradalmárok 25 000 dollár előleget kapnak, a későbbi bevételeknek pedig az ötödrésze jut nekik. Az ojinagai csatáról készült felvételek azonban nem arattak nagy sikert Amerikában, mert a harcból semmi sem látszott rajtuk.

### Torreón elfoglalása
Carranza azt szerette volna, ha Villa minél előbb megtámadja Torreónt, de ő időt kért, amíg több embert, több pénzt és több fegyvert gyűjt össze. A pénz egyik legfontosabb forrása – a gyapot és az ixtle értékesítése mellett – a Ciudad Juárez-beli játéktermek, lóversenyek, bárok és bordélyházak megadóztatása volt, de a drogkereskedelemből nem akart hasznot húzni, sőt, a kábítószer elleni harcban együttműködött az USA-beli hatóságokkal is. További pénzt remélt az ifjabbik Luis Terrazas fogvatartásából: egyrészt váltságdíjat követelt érte az államból elmenekült apjától, másrészt hallott olyan híreket, hogy a Terrazas-család nagy értékű vagyont rejtett el valahol a városban, és ezt szerette volna megtudni a fiútól, hogy hol van. A váltságdíjból nem lett semmi, de a 600 000 peso értékű kincset megtalálták. Február 10-én Lázaro de la Garza vezetésével megalakult a villista pénzügyek kezelő szerve, az Északi Hadosztály Kereskedelmi és Pénzügyi Ügynöksége is. A megszerzett pénzből rengeteg fegyvert és lőszert, új egyenruhákat, sőt, még egy kétmotoros, kétszemélyes repülőgépet is vásároltak, ami mellé szerződtettek két külföldi pilótát is.
Ezekben a napokban alakította meg Dorados nevű személyes kíséretét, Jesús M. Ríos vezetésével, és új, kezdetben olajzöld kabátos egyenruhákkal, 7 mm-es Mauser puskákkal és Colt pisztolyokkal, .44-es lőszerrel felszerelve.
Mindeközben számos toborzóirodát nyitottak, és plakátokon hívták fel csatlakozásra a harcolni vágyókat, köztük akár amerikaiakat is: számukra részben angol nyelvű hirdetmények is készültek. Villa ugyancsak jó kapcsolatokra törekedett az amerikai orvosokkal: magas fizetésért számosat alkalmazott közülük újonnan berendezett kórházvonataiban.
Február közepén azonban jelentősen megromlott viszonya az USA-val: 16-án egy William Benton nevű skót származású mexikói nagybirtokos, akinek már korábban is voltak nézeteltérései Villával, felkereste őt irodájában, és néhány tanú állítása szerint pisztollyal fenyegette. Ekkor (valószínűleg) az ott tartózkodó Rodolfo Fierro lelőtte Bentont, majd a holttestet egy szőnyegbe csavarták, és később eltemették. Az eset után az amerikai sajtó valóságos Villa-ellenes hadjáratot indított.

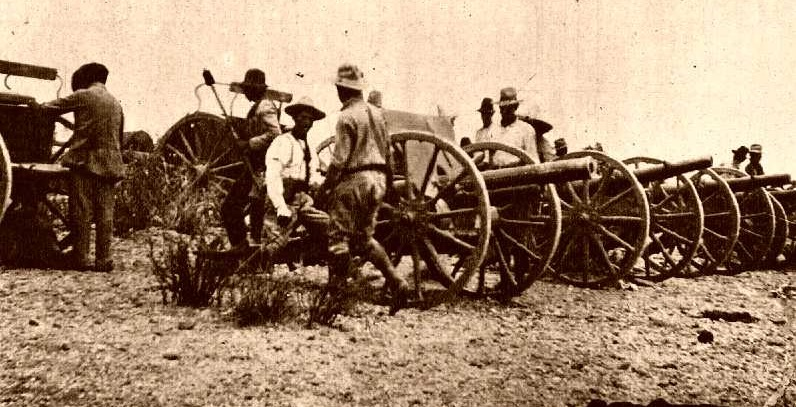
Villista tüzérség Torreónnál

Miután március közepén csatlakozott a hadosztályhoz egy régi maderista, Felipe Ángeles, aki kiváló tüzér volt, és ezért Villa igen nagyra becsülte, 16-án a hadosztály elindult Torreón felé. A körülbelül 8000 főnyi sereg számtalan vonatkocsiban és lovon haladt, és útközben is egyre többen csatlakoztak hozzájuk. 21-én elfoglalták Mapimít, Bermejillót és Tlahualilót, majd néhány brigáddal Sacramentónál megtámadták a Torreónt Monterreyjel összekötő út fontos állomását őrző szövetségieket. A Torreónnal szomszédos Gómez Palacio irányába 22-én indultak el, amikor a sacramentói csata még tartott. Ott végül úgy dőlt el a harc, hogy Alfonso Durón kapitány emberei átálltak Villa oldalára, így az ottani szövetségi erők maradéka kénytelen volt visszavonulni Torreónba.
23-án estére elfoglalták Lerdót, de a Gómez Palació-i hegyek géppuskákkal, lövészárkokkal védett kis erődítményeit hiába támadták napokon keresztül, mindig visszaverték őket. Végül 26-án a huertisták elhagyták Gómez Palaciót, és összevonták erőiket a Nazas túlpartján fekvő Torreónban. Míg Villához durangói csapatok is csatlakoztak, valamint Manuel Chao is küldött ezer embert Chihuahuából, addig a szövetségiek Monterrey irányából érkező erősítését a forradalmárok csapatai feltartóztatták, ez pedig döntőnek bizonyult: április 2-án a város megmaradt védői elmenekültek. A két hétig tartó harc rendkívül sok halottat követelt mindkét oldalon, és a városban is hatalmas pusztítást végzett, ráadásul a zsákmány sem volt jelentős, mert amit a menekülők nem vittek el, azt elégették. Megmaradt viszont rengeteg gyapot, amit Villa északra küldött eladni, és a többek között ezért kapott pénzből kenyeret, kukoricát és babot osztott a torreóni lakosoknak.
A győzelem után még egy jelentős összecsapásra került sor a San Pedro de las Coloniasban összegyűlő, valamivel több mint 10 000 fős, soraiban nem kevesebb mint 22 tábornokot felvonultató sereggel: a 12–16 ezer forradalmár április 14-én mért rájuk vereséget, a megmaradtak Saltillo irányába távoztak.

### Veracruz amerikai megszállása, viszony az Egyesült Államokkal

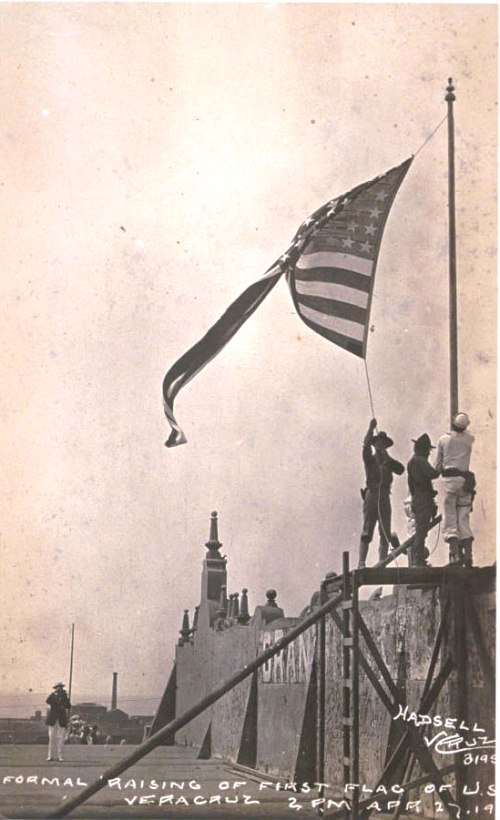
Az amerikai zászló felvonása Veracruzban

Villa 19-én Chihuahuába utazott, ahol több év után találkozott először személyesen a magát a forradalom vezérének nevező Carranzával. Találkozójukon, ahol Villa az északkeleti hadosztályt vezető Pablo González segítségének elmaradását is szóvá tette, először szívélyesen üdvözölték egymást, de Villában hamar kialakult egyfajta ellenérzés Carranzával szemben. Eleinte ki nem mondott ellentétüket jelentősen elmélyítette Veracruz amerikai megszállása.
Az amerikaiak a jelentéktelen tampicói incidenst ürügyként használva április 22-én hadihajókat küldtek Veracruz kikötőjébe, és megakadályozták egy Huertának Európából fegyvert szállító hajó kikötését. Bár annak Carranza is örült, hogy a fegyverek nem jutnak el Huertához, az amerikai műveletet Mexikó nemzeti szuverenitásának súlyos megsértésének és az ország függetlensége elleni merényletnek tartotta. Villa azonban jó viszonyra törekedett az Egyesült Államokkal, mivel az északi szomszédot a chihuahuai hadszíntér hátországának tekintette, ahonnan a fegyvereket, a lőszert, sőt, az élelmiszerek egy részét is beszerezte. Hogy Carranza szavainak negatív hatását tompítsa, Ciudad Juárezbe utazott, ahol találkozott George Carothers különleges ügynökkel és Hugh Lenox Scottal, az amerikai hadsereg egyik vezető alakjával, és biztosította őket, valamint a sajtón keresztül az amerikai lakosságot is, hogy Mexikó nem viszonyul ellenségesen országukhoz, Carranza szavait pedig súlyos hibának minősítette. Chihuahuába visszatérve többen is felkeresték az eddig ellene harcolók közül: mind a vörösök, mind a szövetségiek felajánlották Villának, hogy kössenek szövetséget az amerikai megszállók ellen, ő azonban ezt elutasította.
Május elején összeült a forradalmárok juntája, ahol Carranza arra utasította Villát, hogy ne az eredeti terveknek megfelelően Zacatecas, hanem Saltillo irányába induljon el. Ő eleinte tiltakozott ugyan, ám végül meggyőzték azzal, hogy rámutattak: Saltillo a vonatok számára nélkülözhetetlen szén fontos lelőhelyének, a coahuilai szénmedencéknek a kijáratában fekszik, ezért stratégiai fontosságú hely. Carranza valódi célja azonban az volt, hogy megakadályozza, hogy az „irányíthatatlan”, ráadásul a szociális kérdésekben vele egyet nem értő Villa érje el először Mexikóvárost, és elősegítse, hogy Villa helyett egy megbízhatóbb carranzista, az északnyugati hadosztályt vezető Álvaro Obregón legyen inkább ez a személy.

### Huerta bukása
Villa vonatai hamarosan elindultak Saltillo felé, ám 250 kilométer megtétele után a felszedett sínek miatt nem tudtak továbbhaladni. Ekkor értesültek róla, hogy a közeli Paredónnál a szövetségiek összegyűltek, ezért 17-én mintegy 8000 lovassal lerohanták őket, és gyors győzelmet arattak. A következő napokban a kormányerők elhagyták Saltillót is, amit így harc nélkül sikerült bevenni. A várost északkeleti hadosztály gondjaira bízták, Villa pedig június első napjaiban visszatért Chihuahuába, majd Torreónba.
A következő napokban távírón keresztül számos üzenetet váltottak az ez idő alatt Saltillóban tartózkodó Carranzával, és nagyon elmérgesedett köztük a viszony. Carranza megtiltotta Villának, hogy engedélye nélkül akár egyetlen vonatot is elindítson Torreónból, majd pedig azt kérte tőlük, indítsanak 5000 embert Pánfilo Natera segítségére, aki Zacatecast támadja. Június 12-én Natera seregei annak köszönhetően szenvedtek vereséget, hogy Villa ellenszegült Carranzának, és nem küldött segítséget Zacatecasba. Nem nézte jó szemmel, hogy Carranza beleavatkozik az eddig sikeresen működő északi hadosztály életébe, és meg akarja osztani erőit, ezért felajánlotta lemondását, amit 13-án Carranza el is fogadott. Villa tábornokai és más hű emberei hiába küldtek tiltakozó táviratot Carranzához, ő hajthatatlan maradt, ezért a villisták úgy döntöttek: 15-étől kezdve az egész hadosztály elindul Zacatecas felé.
A Natera embereivel együtt mintegy 20 000 fős had és a várost védő, feleekkora szövetségi sereg néhány napon át kisebb harcokat vívott egymással, de az összehangolt támadásra 23-án került sor, egy nappal azután, hogy Villa személyesen megérkezett a város mellé. A forradalmárok egyszerre több irányból támadták a hegyekkel körülvett várost, és körülbelül 8 óra leforgása alatt győzelmet arattak. A csata rendkívül véres volt, a védők közül 4–6 ezren meghaltak, több ezren fogságba kerültek, kevesen tudtak elmenekülni.
Amikor a villisták már éppen tovább akartak indulni dél felé újabb városokat elfoglalni, megérkezett a hír, hogy Carranza blokád alá helyezte azokat a vasutakat, amiken keresztül vonataik szénhez juthattak volna, illetve elzárta a Tampico kikötőjén keresztül az országba behozott lőszer útját is. A kiéleződött Villa–Carranza szembenállás megoldására az északi és az északkeleti hadosztály Torreónba egy konferenciát hívott össze. Obregón és az északnyugati hadosztály ekkor már Jalisco államban harcolt, ezért ők nem vettek részt a konferencián. A tárgyalások július 4-től 8-ig tartottak, és megegyeztek abban, hogy elismerik Carranzát az egész mozgalom vezérének, de Villának az északi hadosztály élén kell maradnia. Amint győz a forradalom, Carranzát ideiglenes elnökké választják, aki mielőbb választásokat hív össze, amin azonban nem indulhat jelöltként a forradalom egyetlen vezére sem. Megegyeztek, hogy földosztással vagy más módszerrel rendezik a parasztok és a szegények helyzetét, valamint megbüntetik a katolikus egyház azon képviselőit, akik segítették Huerta kormányát. Carranza 13-án általánosságban elfogadta a határozatokat, ám a szociális kérdésekről úgy vélekedett, azok nem tartoznak a vita tárgykörébe.
Villa nem vett részt a konferencián, de figyelemmel kísérte alakulását, közben pedig amerikai kapcsolatain keresztül az iránt puhatolózott, hogy vajon az Egyesült Államok vezető körei hogyan fogadnák, ha esetleg végleg szakítana Carranzával. Az USA-nak azonban még nem volt kialakult álláspontja. A konferencia után az északi hadosztály nem indult el délre, hanem Villa, aki Ciudad Juárezbe utazott és ott több tízezer, a chihuahuai nagybirtokos, Luis Terrazas birtokairól elkobzott marha árából újabb lőszereket és ruhákat vásárolt, szétosztotta újjászervezett csapatait a Torreón és Juárez közötti vasútvonal mentén fekvő városokban.
Július 15-én Victoriano Huerta elnök lemondott, majd hamarosan elhajózott az országból. Az ideiglenes elnök, Francisco Carvajal bukásával augusztus 13-án aláírták a teoloyucani egyezményt, ami által felbomlott a szövetségi hadsereg. A carranzisták hamarosan bevonultak a fővárosba, ám Villa kimaradt ebből a dicsőségből, és rövid időre Chihuahuában telepedett le.

## Harcai Carranza ellen

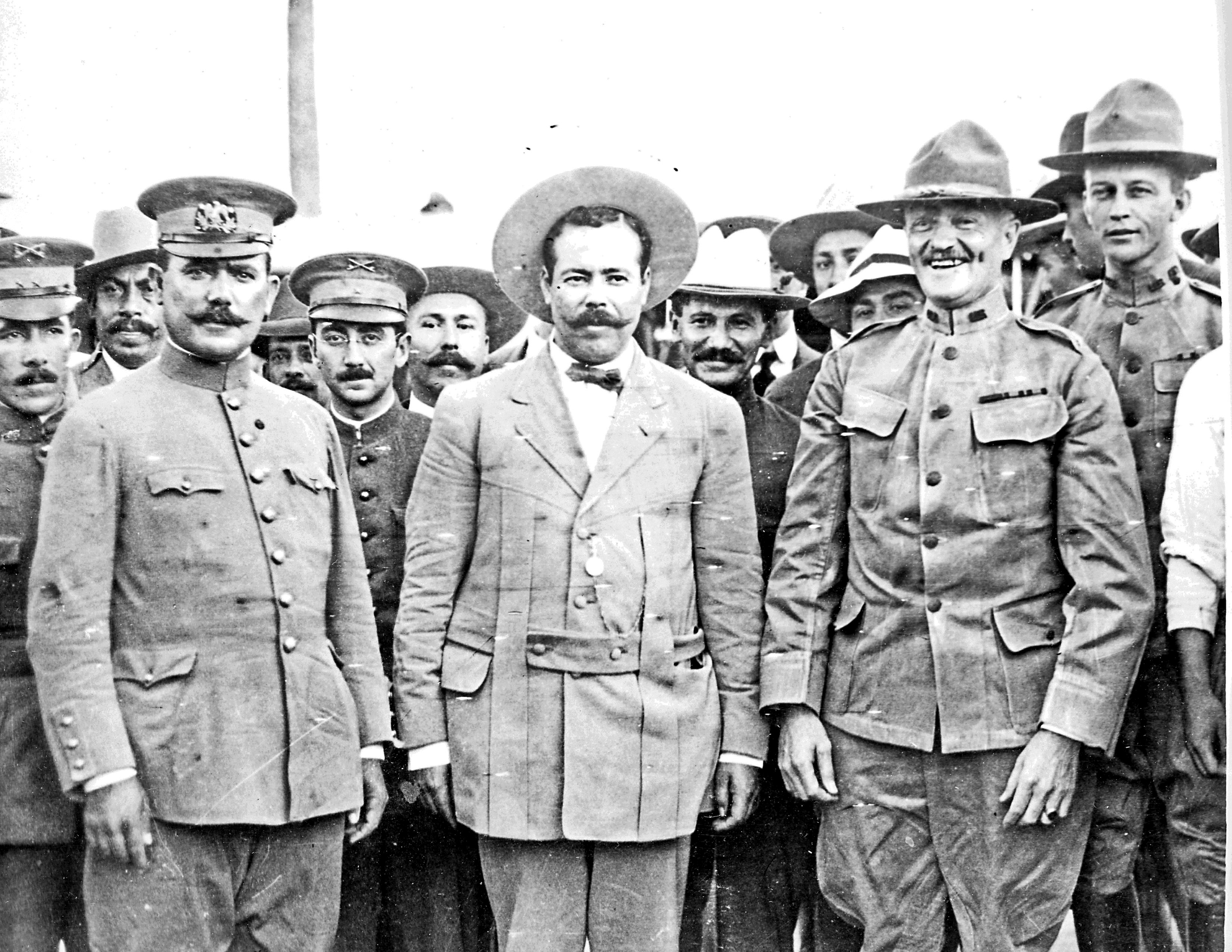
Obregón és Villa útban Sonora felé, mellettük John Pershing

Augusztusra Sonora államban is feszültté vált a helyzet: a Villával szövetséges José María Maytorena is szembe került a carranzista Plutarco Elías Callesszel és Benjamin Hill-lel. Hogy helyzetüket rendezzék, Villa és Álvaro Obregón tábornok Sonorába utaztak, majd szeptemberben Chihuahuában újra tárgyaltak az ügyről. Villa azonban ekkor már a Carranza kémének gondolt Obregón árulását vélte látni a háttérben, valamint azzal is megvádolta, hogy embereit fel akarja lázítani, ezért elfogatta, majd kis híján agyonlövette Obregónt, és csak Felipe Ángeles győzködésére állt el ettől a tervétől. Amikor Obregón vonata elindult Mexikóvárosba, Villa mégis kiküldött egy táviratot Torreónba, hogy amint odaér a vonat, lőjék le a tábornokot. Ismét társai beszélték rá, hogy vonja vissza az utasítást.
Mindeközben Villa táviratban üzente meg Carranzának, hogy nem ismeri el ideiglenes elnöknek, majd hamarosan megjelent a szeptemberi keltezésű Chihuahuai kiáltvány, amelyben a többi tábornokot is erre szólította fel. A Carranza által október elsejére, Mexikóvárosba összehívott konvent így a villisták és az carranzistákkal szintén szembefordult zapatisták nélkül kezdődött el.

### A forradalmi konvent

A konvent hívei (pirossal) és a carranzisták (lilával) területei 1914 decemberében

A Carranzával szemben állók nyomására a konventet néhány nap múlva áttelepítették Aguascalientesbe, egy semleges helyszínre. Ide már a Zacatecasban tartózkodó Villa is küldött 35 képviselőt, Roque González Garza vezetésével, azzal a feladattal megbízva, hogy a torreóni konferencián elfogadott pontokért harcoljanak a konventben is. A hónap közepén úgy döntöttek, egy mexikói zászló aláírásával a konvent kimondja saját szuverenitását, ezáltal az országot irányító intézménnyé alakul. Villa október 16-án írta nevét a zászlóra. 25-én megérkeztek a környékre a zapatisták küldöttei is, és másnap megegyeztek Villával, hogy ő is támogatni fogja fő követeléseiket, azaz az azóta is megoldatlan földkérdés rendezésére még 1911-ben kiadott Ayala-tervet. A tervet 28-án be is fogadta a konvent, ami Carranzát, aki egyébként sem ismerte el a konvent szuverenitását, még jobban felbosszantotta. Kijelentette, hogy ha az ő személyét ennyire akadálynak látják, hajlandó akár az országot is elhagyni, de csak ha Villa is megteszi ugyanezt. Később azt ajánlotta, visszavonul a politikától, ha Villa és Zapata is lemond. Villa hajlandó is lett volna erre, sőt, azt a lehetőséget is felvetette, hogy lőjék agyon őt és Carranzát is. Erre végül nem került sor, de azt a határozatot elfogadták, hogy Carranzát visszahívják az elnöki posztról, Villát pedig az északi hadosztály vezetéséből.
November elsején az ország ideiglenes elnökévé a „semmiből feltűnt” Eulalio Gutiérrezt választotta a konvent. Ekkorra már egyre nyilvánvalóbb lett, hogy a carranzisták és a konvent hívei között újabb polgárháború várható. Carranza nem volt hajlandó elismerni a konvent döntését és lemondani a kitűzött november 10-i határidőig, ezért a konvent lázadóvá nyilvánította. Több tízezer katonájából ráadásul nagyon sokan letették a fegyvert vagy átálltak a konvencionisták oldalára, így kénytelen volt visszahúzódni Veracruzba, ahonnan néhány nap múlva kivonultak az amerikai megszállók. Villa csapatai 16-án harc nélkül elfoglalták León városát, majd Mexikóváros irányába haladtak tovább. 21-én Querétaróba, 23-án Tulába, december másodikán pedig Tacubába érkeztek. A forradalom újabb szakaszba lépett, november végére országszerte körülbelül 60 000 konvencionista és 30 000 carranzista katona állt szemben egymással.

### Az erők átrendeződése

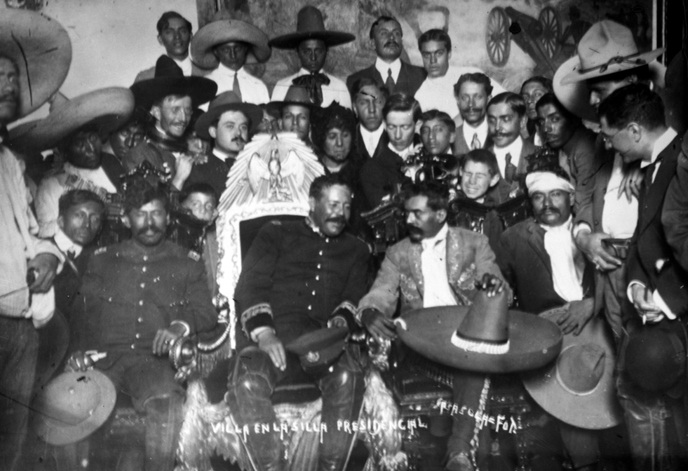
Villa az elnöki székben, mellette Zapata

December 4-én Xochimilcóban került sor Villa és Emiliano Zapata találkozójára, ahol egy négy fő pontot tartalmazó megállapodást kötöttek: az északi hadosztály szövetségre lép Zapata déli felszabadító hadseregével, az északiak elfogadják az Ayala-tervet (kivéve a Francisco I. Maderót támadó részeit), Villáék lőszereket és fegyvereket küldenek a zapatistáknak, valamint hogy egy civilt ajánlanak majd a köztársasági elnöki posztra. Másnap megalakult Eulalio Gutiérrez kormánya, 6-án a forradalmárok egy nagyszabású, hatórás lovas felvonulást tartottak Mexikóváros utcáin, végül a Nemzeti Palotában Gutiérrez fogadta Villát és Zapatát. Amikor a palota egyik termében rátaláltak egy díszes székre, ami a mexikói köztudatban azóta is „elnöki szék”-ként él, Agustín Víctor Casasola, a forradalom egyik híres fényképésze (két változatban) elkészítette az ország történetének egyik leghíresebb képét: Pancho Villa ebben a székben ül, mellette pedig Zapata.
December 8-án délelőtt Villa ünnepélyes keretek között elhelyezte a San Francisco utca új névtábláját: ettől a pillanattól kezdve az út a Francisco I. Madero nevet viseli. A táblára egy kisebb feliratot is elhelyeztek, amiben arra figyelmeztettek, hogy aki eltávolítja a táblát, azt azonnal agyonlövik. Az eseményt követően Madero sírjánál is megemlékezést tartottak, itt Villa egy rövid beszédet mondott, majd annyira elérzékenyült, hogy sírni kezdett.
Mialatt a forradalmárok többezres tömege Mexikóvárosban tartózkodott, gyakoriak voltak a fosztogatások, a garázdaságok, sőt, számos gyilkosság is történt. Ezt kihasználva ellenfeleik sokszor túlzásokba bocsátkozva igyekeztek befeketíteni a villisták hírét, magát Villát is megvádolták szexuális zaklatással, sőt, azzal is, hogy része volt egy zapatista újságíró, Paulino Martínez meggyilkolásában. Zapata azonban nem hitt ezekben a gyanúsítgatásokban, és ezt írta Villának: „Ellenségeink nagyon aktívan dolgoznak, hogy megosszák az északot és a délt [...] ezért kötelességemnek érzem figyelmeztetni, hogy legyen óvatosabb.”
December 10-én hír érkezett a Comarca Lagunerából, hogy a carranzisták Torreónt fenyegetik. Villa odaküldte Felipe Ángelest és két brigádot, és úgy tervezte, hogy amíg a zapatisták Pueblában küzdenek, addig Tomás Urbina Tampico felé indul, ő pedig Irapuatón keresztül Guadalajarába. Néhány nap múlva be is vonult a városba, ahol az egyház felé tett egy fontos gesztust: engedélyezte a rendkívül vallásellenes carranzisták által bezáratott jaliscói templomok újranyitását. Bár ő maga is távol állt a vallási fanatizmustól, sőt, annak idején a Huertát támogató papokat is több alkalommal bezáratta vagy elhurcoltatta, most az egyház valóságos megmentőként tekintett rá. Többek között ugyanezért azonban Obregón és Antonio Irineo Villarreal ráaggatta a „reakciós” jelzőt.
Sokakban felháborodást keltett az is, hogy január elején beválogatott seregébe számos régi szövetségi tisztet (igaz, csak azzal a feltétellel, hogy nem vettek részt a Madero-kormány elleni államcsínyben és nem követtek el becstelenségeket az azt követő háború során sem). De a legnagyobb tömegek nem ilyen kérdések miatt bizonytalanodtak el vagy pártoltak át Carranzához, hanem azért, mert míg a konventben érdemi munka helyett sokszor csak vég nélküli viták folytak például eljárási kérdésekről, bizottságok átalakításáról vagy éppen egyes küldöttek helytelen viselkedéséről, addig Carranza az emberek életkörülményeit javító reformokat ígért, január elején pedig olyan agrártörvényt bocsátott ki, ami kedvezett az eddig Villához és Zapatához húzó parasztságnak.
Ezekben a napokban Villa külpolitikai ügyekkel is foglalkozott. Felkereste őt a japán haditengerészet követe, hogy megtudja, mi lenne a villisták álláspontja, ha Japán megtámadná az Egyesült Államokat, de Villa kijelentette, hogy abban az esetben az USA-t támogatná. Január 7-én Ciudad Juárez és El Paso határán találkozott az amerikai hadsereg képviselőjével is, akivel szóba ejtették a Chihuahuában működő amerikai bányák ügyét, a fegyverszállításokat, valamint megállapodtak, hogy Villa leállíttatja Maytorena harcait Sonora határvidékeinek kényes pontjain, mivel a határon áttévedt lövedékek megsebesítettek 28 amerikai állampolgárt, közülük egyet halálosan.
Január közepén Eulalio Gutiérrez elárulta a konventet, és titkos szövetséget kötött Obregónnal és Villarreallal. 15-én hajnalban bizalmi embereinek és tízezernyi katonának a társaságában észak felé elhagyta Mexikóvárost, hogy csatlakozzon a carranzistákhoz. Villa felkészült az elkövetkezendő harcokra, és Aguascalientesben rendezte be főhadiszállását. Érzékeny veszteséget jelentett számára, hogy az utóbbi időkben elvesztette több fontos emberét: Maclovio Herrera már hónapokkal ezelőtt átállt az ellenséghez, Martiniano Servín a napokban vesztette életét a Saltillo környéki csatákban, José Isabel Robles pedig Gutiérrez pártjára állt. Ám hamarosan Gutiérreztől is sokan elpártoltak, amikor kiderült az elnök valódi célja: hogy az északi hadosztály ellen harcoljon.

### Fegyveres harcok a középső országrészben
Január 25-én a zapatisták elhagyták Mexikóvárost, 28-án helyükre az obregónisták vonultak be. A konvent a zapatistákkal együtt délre, Cuernavaca városába költözött, így elszigetelődött az északiaktól. Villa ezért, bár kijelentette a konventhez való hűségét, az általa elfoglalt területeken mégis kinevezett egy saját kormányt. Közben folytatta a szén és a harci eszközök beszerzését, többek között hat repülőgépet is megvásárolt, sőt, valaki még egy tengeralattjárót is ajánlott neki, de ezt a magas ár miatt végül elutasította. Február közepén Guadalajarából délre indulva összegyűjtötte a közelben található összes hívét, így egy mintegy 10 000 fős sereget alakított ki maga körül, amellyel Sayulánál csatába bocsátkozott Manuel Diéguezszel. Bár a villisták győzelmet arattak, veszteségeik jelentősek voltak, különböző források szerint 700–2000 főt vesztettek.

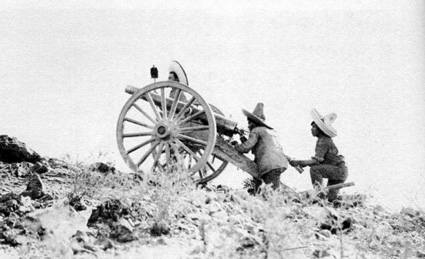
Tüzérség Celayánál

Március 4-én Guadalajarában találkozott az amerikai kormány különleges követével, Duval Westtel: ekkor mutatkozott meg először, hogy az Egyesült Államokról való vélekedése az utóbbi időkben jelentősen megváltozott. Felháborította, hogy West állítólag minden segítséget felajánlott cserébe azért, hogy áruba bocsássa többek között Chihuahua és Sonora államokat. Néhány nap múlva pedig a sajtóban cáfolta, hogy ő olyasmit állított volna, hogy üdvözölné az amerikai beavatkozást Carranza ellen, és a cáfolat mellett hozzátette: mindig is úgy gondolta, saját ügyeiket nekik maguknak kell megoldaniuk, és ha bármely idegen nemzet behatolna Mexikó területére, harcolna ellenük.
Március elején Monterreybe utazott, mivel a várost védő Felipe Ángelestől azt a hírt kapta, hogy veszély fenyegeti őket. Odaérve azonban megvizsgálta a helyzetet, és látta, hogy nincs veszély. 24-én hagyta el Monterreyt, és Guanajuato államba indult, mivel Obregón seregei is arrafelé vonultak. Irapuatóban összegyűjtötte seregeit, majd április 4-én Salamanca felé elhagyta a várost. Ekkor valószínűleg valamivel kevesebb mint 10 000 embere volt, a Celayában berendezkedett obregónistáknak viszont ennél néhány ezerrel több. A villista tüzérség mennyiségi fölényben volt ugyan, de többféle ágyújukhoz nem tudtak golyókat szerezni, saját készítésű lövedékeik pedig többnyire rossz minőségűek voltak. Április 6-án, még mielőtt Celayát elérték volna, El Guajénél összecsaptak az obregónista csapatok egy részével, és győzelmet is arattak, ám a másnap reggel kezdődő celayai ostromból vesztesen kellett visszavonulniuk. Villa Salamancába autózott, útközben összegyűjtve szétszóródott embereit, és nekilátott a sereg újjászervezésének.

Álvaro Obregón néhány évvel később. Jobb karját egy Villa elleni csatában vesztette el

A következő napokban mind Villához, mind a Celayában maradt carranzistákhoz erősítések és ellátmányok érkeztek, így amikor április 13-án újra megtámadták a várost, már körülbelül 14-15 ezer villista állt szemben 15-18 ezer védővel. A három napig tartó csata ismét Obregón győzelmével zárult, Villa pedig több ezer embert vesztett (130 fogságba esett tisztjét ki is végezték), és a kezén ő maga is megsebesült. Több harcos szerint a vereség egyik fő oka az volt, hogy lőszereik jó része hamisítvány volt: kevesebb puskaport tartalmazott, a lövedék pedig fából készült, csak fémmel vonták be. Bár van olyan vélemény, miszerint ezt csak utólag találták ki, az tény, hogy sokak emlékezetében később már mindenképpen az élt, hogy „az amerikaiak fagolyókat küldtek” nekik.
A következő másfél hónap alatt több kisebb, váltakozó sikerrel zárult összecsapásra került sor Villa és Obregón között. Mindegyik félhez újabb erősítések csatlakoztak, így hamarosan a villisták létszáma meghaladta a 25 000, ellenségeik száma a 34 000 főt, ám lőszerből mindkét oldalon hiány mutatkozott, főként Villa seregeiben. Június harmadikán a Trinidad nevű vasútállomás környékén található haciendában összegyűlt obregónistákat sikerült bekeríteniük, majd tüzérségi támadást indítottak ellenük. Ekkor egy felrobbanó gránát leszakította Obregón jobb karját, így helyét Benjamin Hill vette át. A villisták azonban nem használták ki a helyzetet, nem indítottak rohamot, hanem két nap múlva a sokáig védekező álláspontot képviselő carranzisták voltak azok, akik rátámadtak a Leónban berendezkedett forradalmárokra, akiket sikerült is megfutamítaniuk.
Villa ezután Aguascalientesig húzódott vissza, és hozzálátott a város védelmének megerősítéséhez. Június 12-én végre megérkezett északról az a lőszerellátmány, amit még a korábbi csaták idején kért Amerikában tartózkodó embereitől, így a következő összecsapást sokkal felkészültebben várhatta. Mivel a zapatistáknak nem sikerült elvágniuk Obregón összeköttetését Carranza székhelyével, Veracruzszal, ezért Villa most úgy határozott, Canuto Reyes és Rodolfo Fierro vezetésével egy 3000 fős különítményt küld Querétarón keresztül az ellenség háta mögé, hogy akadályozza ellátmány-utánpótlásukat. Július 3-án a terv sikerrel járt: Fierróék elfoglalták Leónt. Obregón ápolása után ismét harcképessé vált, így visszavette a csapatok irányítását, és néhány nap múlva támadást kezdeményezett. A villisták nem használták ki az erődített város előnyeit, hanem a városon kívül csaptak össze az obregónistákkal, de így is csak kevésen múlt, hogy nem sikerült győzelmet aratniuk. Végül július 10-én ezt a harmadik jelentős csatát is Obregón nyerte meg. Villa kénytelen volt visszavonulni északra.

### Újra északon
Bár ezután hónapokig nem szenvedett katonai vereséget, sikereket sem könyvelhetett el, sőt, helyzete minden téren csak rosszabbra fordult. A villisták által irányított északi területeken gazdasági válság bontakozott ki, élelmiszerhiány fenyegetett, számos bánya bezárt, a papírpénz teljesen elértéktelenedett, némelyik amerikai moziban szuvenírként osztogatták a nézőknek a Villa által kibocsátott bankókat. Augusztus elején megfenyegette a Chihuahuában bányákat üzemeltető amerikai cégek képviselőit, hogy ha nem fizetnek rendkívüli hadiadót vagy nem nyújtanak hadikölcsönt, kisajátítja a bányákat. Végül abban egyeztek meg, hogy ezer tonna szénért cserébe eláll ettől a tervétől.
A gazdasági gondok mellett az is súlyosbította a helyzetét, hogy hű társai közül egyre többen elhagyták. Szembefordult vele Zacatecasban Pánfilo Natera, kilépett a seregből a camargói Rosalío Hernández, Tomás Urbináról egyre többen gyanították, hogy áruló, és az El Ébanó-i csatában azért szenvedett vereséget, mert megvásárolták, ezért Rodolfo Fierro szeptember elején lelőtte őt. Raúl Madero is kijelentette, hogy már nincs értelme folytatni a harcot, Felipe Ángeles pedig az Egyesült Államokban telepedett le. Szeptember 19-én a carranzisták elfoglalták Torreónt is.

### Sonorai harcok
Villa legújabb terve az volt, hogy Sonora állam felé elindulva, majd délre fordulva Sinaloán, Jaliscón és Michoacánon áthaladva egyesítse seregeit Zapatáéival. Első vonatai szeptember 23-án indultak el, majd október 6-án 6000 embert indított el Sinaloa felé, hogy ők majd délről segítsenek harapófogóba zárni a Sonorában harcoló Carranzistákat. Maga Villa 7-én indult útnak Chihuahuából, seregei összesen körülbelül 12 500 főt tettek ki. Útjukat nehezítette az állandó vízhiány, valamint a nehéz terep: úttalan utakon, a Nyugati-Sierra Madre hegyei között kellett haladniuk, a Púlpito nevű kanyonon például 3 napig tartott az átkelés. Útközben rossz hírek érkeztek hozzá: egyrészt egyik legjobb embere, Rodolfo Fierro, aki útban volt, hogy csatlakozzon hozzájuk, belefulladt egy tóba, másrészt az amerikai kormány úgy döntött, elismeri Carranza kormányát. Ez idő tájt pártolt el Villától még két meghatározó társa: Manuel Chao és Severino Ceniceros is.

Az erők eloszlása 1915 decemberében: lilával jelölve a carranzisták, zölddel a villisták, pirossal a zapatisták

November elsején a villisták megtámadták Agua Prieta határvárost, amint Plutarco Elías Calles emberei védtek, akihez ráadásul éppen ekkor érkezett meg több egy ezer fős erősítés, akiknek az amerikaiak engedélyezték, hogy Villáék nehéz terepen megtett útjával párhuzamosan a kényelmes, ám az USA területén haladó útvonalat válasszák. Villa a korábbi csatákban gyakran bevált éjszakai támadással is megpróbálkozott, ám 18 erős reflektor fénye vetült rájuk, ami láthatóvá tette mozgásukat. A fényszórókhoz és a védelemül szolgáló szögesdrótokba vezetett áramot szintén Amerikából kapták a carranzisták. Villáék néhány nap reménytelen ostrom után úgy döntöttek, nem folytatják a támadást, így 3-án és 4-én nyugat felé indultak tovább. 5-én Villa közzétett egy kiáltványt, amelyben azt állította, Carranza eladja az országot az amerikaiaknak, mivel szerinte azok azzal a feltétellel ismerték el kormányát, hogy mexikói vasutakra és kikötőkre kapnak 99 évre koncessziós jogot, valamint beleszólhatnak a mexikói miniszterek kinevezésébe.
November 18-ra megérkezett Sonora fővárosa, a Diéguez által védett Hermosillo mellé, amit 20-án meg is támadott. A védők sokáig állták az ostromot, és végül ezt a támadást is visszaverték. A sonorai kísérlet így teljes kudarcba fulladt, a csatákban elszenvedett veszteségek és a rengeteg dezertáló miatt december elejére Villa serege mindössze 3000 fősre csökkent. Velük indult vissza a hegyeken keresztül Chihuahuába. Még mielőtt visszaértek volna oda, december 1-én egy San Pedro de la Cueva nevű faluban néhány helyi lakos rájuk lőtt, különböző források szerint 6 vagy 16 villista halálát okozva. Villa feldühödve elrendelte a falu teljes férfilakosságának kivégzését. 2-án reggel 77 (mások szerint 84) férfit lőttek agyon.

### Az északi hadosztály feloszlása
December folyamán a carranzisták dél felől lassan közelítettek Chihuahua felé, de Villában annyira megnőtt az Amerika-ellenesség, hogy még a carranzista katonákkal is hajlandó lett volna összefogni az északi szomszéd ellen, amelyet most már „Mexikó természetes ellenségének” nevezett. Több megbeszélést folytatott megmaradt tábornokaival, és bár úgy vélekedett, hogy még akár jelen körülmények között is össze tudna gyűjteni 15 000 embert, végül társai lebeszélték a hadsereg újjáépítéséről. Miután számos családtagját, köztük Luz Corralt külföldre küldte (Kubában telepedtek le), december 19-én egy érzelmekkel átitatott beszédet tartott a chihuahuai Hidalgo téren összegyűlt tömeg előtt, amelyben megismételte, hogy szerinte Carranza eladta az országot Amerikának, de hozzátette, nem folytatja az eddigi ellenállást, hanem elvonul a hegyekbe.
A következő napokban megjelölte a Bustillos haciendát, mint gyülekezési pontot, ahova azokat a leghűségesebb embereit várta, akik hozzá hasonlóan nem akarták megadni magukat, és hajlandók voltak egyfajta gerillaháborúra. December 20-án hagyta el a várost, amelyet éppúgy 23-án adtak át az ott maradtak a carranzistáknak, mint Ciudad Juárezt. Ezen a napon Chihuahua államban több mint 7000 villista tette le a fegyvert, köztük több mint 20 tábornok. Átadták a carranzistáknak megmaradt repülőgépeiket és 85 mozdonyt is.
Villa a következő hetekben valóban a hegyekbe húzódott, néhány száz emberét kisebb csoportokra osztotta, számos követőjét pedig hazaküldte, fegyvereiket elrejttette vagy elásatta, és azokkal a szavakkal búcsúzott tőlük, hogy amint a helyzet úgy hozza, számít rájuk.
Január 8-án egy El Pasó-i szállodában Álvaro Obregón megbeszélést folytatott számos amerikai üzletemberrel, abban a reményben, hogy újraindítják befektetéseiket (főleg bányáikat) az országban. Miután biztosította őket, hogy Villa többé nem jelent fenyegetést számukra, vonatuk elindult délre, majd 10-én Chihuahua városából nyugat felé. Kora délután Santa Isabel közelében a villista Pablo López és Rafael Castro lovas csapata megtámadta a vonatot, és az azon utazó 20 amerikaiból 19-et agyonlőtt. A hír hallatára Texas déli részén mexikói-ellenes zavargások törtek ki, El Pasóban lincshangulat alakult ki, az amerikai hadseregnek kellett rendet teremtenie. Villa tagadta, hogy köze lenne a támadáshoz, de López azt állította, Villa utasítása alapján cselekedett.
Január és február első fele Villa számára azzal telt, hogy folyamatosan vándorolt a hegyvidéken, közben pedig egyre komolyabban fontolgatta az Egyesült Államok megtámadását. Mindeközben számos álhírt kezdett terjeszteni államszerte, többek között saját haláláról is.

### Columbus megtámadása és a „büntető expedíció”
Február 17. és 20. között mintegy 400-600 emberével útnak indult, ám még nekik is csak 22-én árulta el, hogy pontosan hová: az Új-Mexikó állam határán található Columbus városát tervezte megtámadni. Körülbelül két hét alatt, esetleges üldözőik megtévesztése érdekében számos kitérővel és kerülővel, kizárólag éjszaka haladva, mindenféle hegyi ösvényeken közelítették meg az amerikai határt, amelynek közvetlen közelébe március 7-re értek el. Miután néhány fő kikémlelte a columbusi helyzetet, 8-án megtervezték a rajtaütés részleteit, és még aznap este megkezdték a hadműveletet. Vannak történészek, akik szerint a támadást német ügynökök támogatták, mert a világháborúban új frontot szerettek volna nyitni Mexikó és a háborúhoz addig még nem csatlakozott, de angolbarát USA között, mások viszont ezt valószínűtlennek tartják.

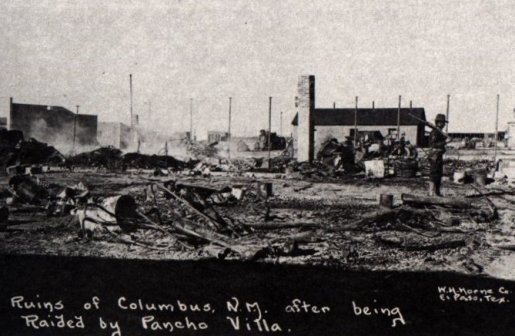
Columbus a támadás után

Villa a városon kívül, egy árokban helyezkedett el a csapat lovaival együtt, amíg több száz embere lerohanta a települést. A támadás 9-én hajnalban, negyed ötkor kezdődött, és bár az amerikaiakat napokkal korábban többen is figyelmeztették, hogy mi várható, most mégis felkészületlenül érte őket a roham. Az egész harc mindössze 2-3 óráig tartott, a lövöldözésben a civilek is részt vettek. Amíg a villisták egy része a Villával korábban üzletelő, de később őt eláruló és neki nagy összeggel tartozó Sam Ravel nevű kereskedő után kutatott, hogy bosszút álljanak rajta, addig mások a bank páncélszekrényét próbálták meg kinyitni. Mindkét kísérlet kudarcba fulladt, ám egy harmadik csoportnak sikerült több száz puskát és néhány tucat lovat zsákmányolnia az amerikaiaktól. Az összecsapás a villisták visszavonulásával zárult, akik közül körülbelül 70 ember vesztette életét, kilencen fogságba kerültek (hetet később felakasztottak), míg az amerikai oldalon 10 civil és legalább 13 katona halt meg.
Március 11-én az amerikaiak bejelentették, hogy John Pershing vezetésével egy büntető hadjáratot indítanak Villa elfogása érdekében. Az első csapatok március 15-én lépték át a határt, eleinte összesen 4800 fő, főként lovasok, valamint 8 repülőgép. Carranza egy kormányközi megállapodásra hivatkozva, amely azt mondta ki, hogy a két ország egymás területére behatolva is üldözhet bűnözőket, kezdetben nem avatkozott közbe, ám számos katonája és mindenekelőtt a mexikói nép nagy tömegei hatalmas felháborodással fogadták a külföldi beavatkozást. Villa népszerűsége ismét növekedni kezdett.

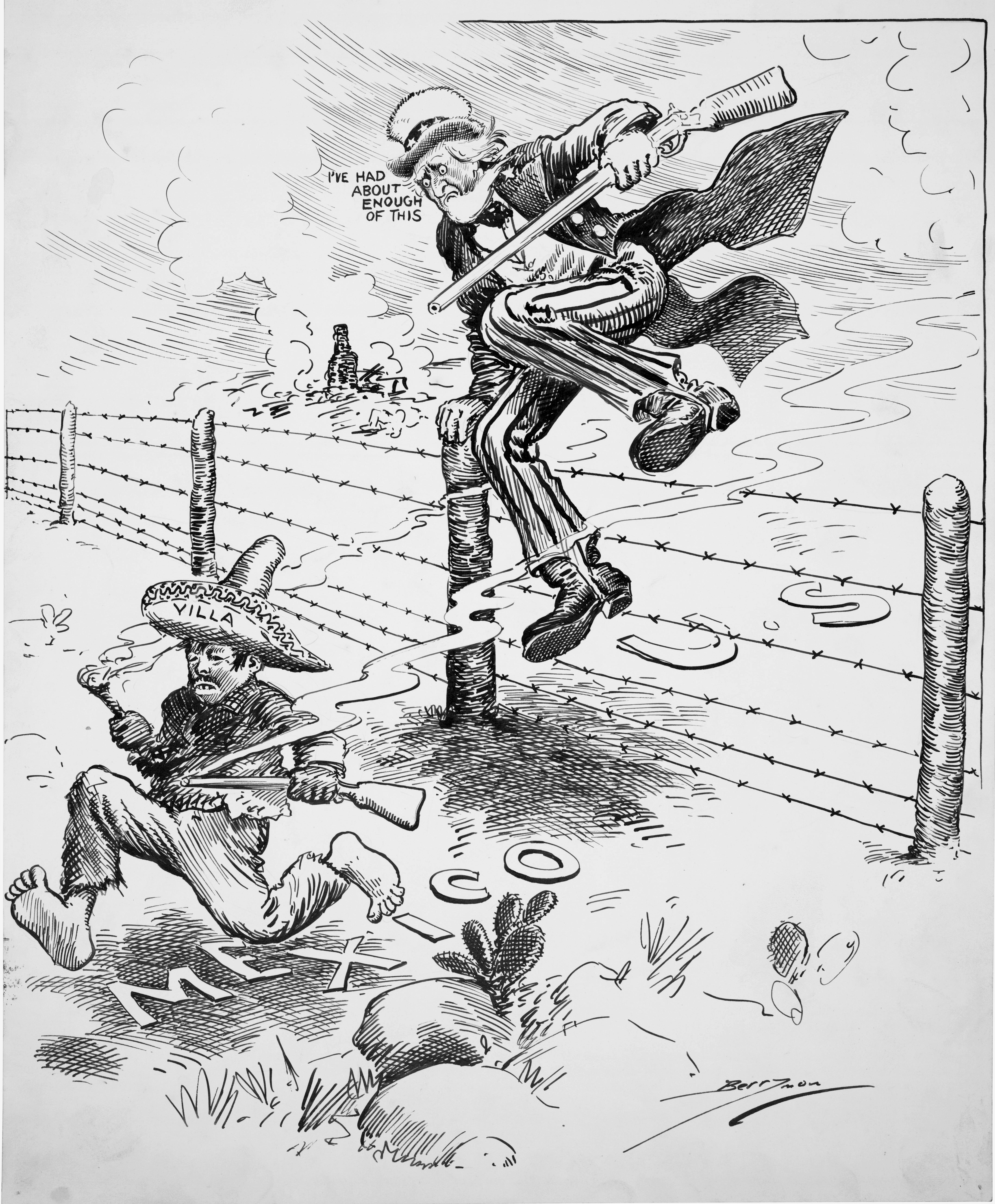
„Elegem van már ebből” – mondja a Pancho Villa nyomába eredő Uncle Sam a korabeli karikatúrán

Ő és emberei eközben dél felé vándoroltak a hegyekben, és bár üldözőik sokszor tudták, hogy merre haladnak, nem érték utol őket. Március 26-án a villisták megtámadták a carranzisták által védett Ciudad Guerrero kisvárost, amit el is foglaltak, ám Villa súlyosan megsérült: egy golyó a jobb lábába fúródott a térde alatt. A sebesült vezér úgy döntött, elrejtőzik: először még 150 emberével indult el, végül hármasban maradt két unokatestvérével, Joaquín Álvarezszel és Bernabé Cifuentesszel, akikkel a Santa Ana-hegységben található Coscomate nevű barlangban telepedett le. Társai körülbelül háromnaponta elhagyták a barlangot, hogy vizet és élelmet szerezzenek.
Amíg Villa a barlangban tartózkodott, az amerikai csapatok többször is összecsaptak a villisták kisebb csoportjaival, sőt, néhány esetben mexikói civilekkel is. A legismertebb példa erre április 12-én Parralban történt, ahol a városba bevonuló katonákat egy Elisa Griensen nevű fiatal nő vezetésével kővel dobálták meg, sőt, némelyik házból rájuk is lőttek. Két katona életét vesztette és hét megsebesült, a városból ezért kénytelenek voltak kivonulni. Ahogy telt az idő, a mexikói kormány is változtatott addigi megengedő álláspontján: május 3-án Obregón és Hugh Scott megegyezést kötöttek, hogy Pershing csapatai nem mozoghatnak tovább sem dél, sem nyugat, sem kelet felé. Június 21-én Carrizalnál még egy kisebb csatára is sor került az intervenciósok és a carranzisták között, mindkét oldalon több tucat halottal.
Villa és bizalmi emberei ezalatt a legkülönbözőbb pletykákat kezdték el terjeszteni mindenfelé arról, hogy éppen hol lehet Villa, de leginkább arról meséltek, hogy már régen halott, sőt, néhány „álsírhelyet” is készítettek neki. Végül hosszú éhezés után június közepe táján hagyták el a barlangot, de Villa elfertőződött sebe ekkorra sem gyógyult meg, ráadásul egész szervezete is nagyon legyengült a barlangban töltött két és fél hónap alatt.

### Visszatérés
Július elsején megjelent a durangói San Juan Bautista településen, ahova már hónapokkal ezelőtt kitűzték a találkozót. Több mint 400 ember gyűlt össze itt, akikkel elindult Chihuahua állam területére, ahol több kisebb csatában győzelmeket arattak carranzisták különböző csoportjai fölött. Obregón egyre nagyobb erőket állított a nyomába, ezért hamarosan ismét eltűnt, de augusztus végén megint megjelent, és elfoglalta Satevót. Szeptember első napjaiban a Huerache-hegységben létesített tábort, ahova hamarosan már körülbelül ezer embert tudott összegyűjteni. Velük 15-én éjjel megtámadta Chihuahua városát, ahol a carranzisták éppen a mexikói függetlenségi háború kitörését jelentő doloresi kiáltásra emlékeztek meg, ki ünnepélyesen, ki kocsmákban vagy bordélyházakban. A meglepetésszerű rajtaütés során még a kormánypalotát is el sikerült foglalniuk, ám másnapra a többszörös túlerőben levő védők kiverték a villistákat a városból.
A közeli San Andrést viszont könnyedén elfoglalták a következő napokban. Itt Villa közzétett egy kiáltványt, amelyben az amerikai megszállók elleni harcra szólított fel, szabad választásokat követelt (a választási csalások elkövetőire halálbüntetés kiszabásával), a reformháború során kivívott törvények újbóli életbe léptetését javasolta, és meghirdette azt a programot, miszerint a külföldiek nem birtokolhatnak földet az országban, a főként amerikaiak által üzemeltetett bányákat és vasútvonalakat nemzeti tulajdonba veszik, az északi határt pedig elzárják még az áruforgalom elől is, sőt, a távíróvonalakat is elvágják az Egyesült Államok felé.
Október és november folyamán a villista sereg egyre bővült, és ahogy vándoroltak Chihuahua-szerte, mindenhol legyőzték az útjukba kerülő carranzistákat. A büntető expedíció mindez idő alatt egy helyben vesztegelt, mivel Wilson elnök nem adott engedélyt nekik a további műveletekre. Villa úgy tervezte, újra megpróbálkozik Chihuahua elfoglalásával, de előtte a tőle délre levő településeket elfoglalva bekeríti a várost. November 5-én elfoglalták Parralt, ahol ezután csaknem két hétig tartózkodott. Csak ez alatt az idő alatt sikerült egy De Lille nevű orvosnak eltávolítania Villa lábából a márciusban belefúródott lövedéket.
November 22-én indult meg a Chihuahua elleni újabb támadás. Öt napon keresztül, mindig éjjel próbálkozva ostromolták a várost, mígnem Martín López csapatának sikerült feljutnia a védők Santa Rosa csúcson elhelyezkedő tüzérségéhez, akiket legyőzve lehetőséget nyitott a városba való bevonulásra, így 27-ére a védők elmenekültek Chihuahuából. Az elfoglalt városban, sok korábbi esettel ellentétben, most fosztogatásba kezdtek a győztesek, és legalább 50 kínai lakost, akiket a büntető expedíció támogatásával vádoltak, le is mészároltak. Villa hamarosan interjút adott a New York Worldnek, amelyben kijelentette: miután kiverték a büntető expedíciót az országból, egy olyan széles és mély árkot szeretne ásni a két ország között, hogy egyetlen amerikai se jöhessen vissza soha „mexikói földet, aranyat és olajat rabolni”.
Nem sokáig ünnepelhették azonban a győzelmet: Francisco Murguía és 16 000 embere, kiegészülve több ezer további katonával, Torreónból lassan észak felé haladva közelített Chihuahua felé. Villa érzékelte a hatalmas túlerőt, ezért nem vállalta az összecsapást, inkább kimenekítette csapatait és a zsákmányt a településről, ahova így december 4-én Murguía zavartalanul bevonulhatott. A villisták terve az volt, hogy az elvesztett Chihuahuát „elcseréljék” a szinte őrizetlenül hagyott (legalábbis sokkal kisebb erőkkel védett) Torreónra, ezért délre indultak. Útközben bevették Camargót és Parralt, több vonatot is zsákmányoltak, a sereg pedig folyamatosan bővült. December 20. körül 2500-3000 fő érkezett meg Torreónhoz, amit 21-én – a forradalom története során harmadszor – megtámadtak és két nap alatt – harmadszor – el is foglaltak. A zsákmánnyal csak részben voltak elégedettek: rengeteg aranyat és ezüstöt szereztek ugyan, de lőszert, amiből amúgy is hiányt szenvedtek, kevesebbet találtak, mint amennyit a csata során elhasználtak. A több száz hadifoglyot ezúttal nem végezték ki, hanem Baudelio Uribe ötlete alapján csak a fülüket vágták le.

### Gerillaháború
Innentől kezdve több éven keresztül egyfajta gerillaháború zajlott az északi országrészben: számos kisebb összecsapásra került sor Murguía erői és az ide-oda vándorló, hol feloszló, hol újra összegyűlő villista seregek között, akik évekkel korábban mindenfelé elásott vagy például barlangokban elrejtett tartalékaikat is előkeresték és felhasználták. Legtöbben, csaknem 6000-en közvetlenül a torreóni győzelem után gyűltek össze, de Jiméneznél január 3-án ezt a sereget is szétverték a carranzisták. Villa ezután Parralba vonult vissza, ahol hagyta, hogy 14 vonatnyi ellátmányát a város szegényei széthordják (hat óra kellett hozzá), majd szétoszlatta seregét.
Február 5-én a már hónapok óta nem mozduló, több mint 10 000 emberesre duzzadt amerikai expedíció utolsó egységei is elhagyták Mexikó területét. A nyilvánosság előtt sikeresnek állították be a műveletet, ám vezetőik magánvéleménye egyöntetűen az volt, hogy kudarcot vallottak: nemhogy nem végeztek Villával, még hőst is csináltak belőle a parasztok köreiben.

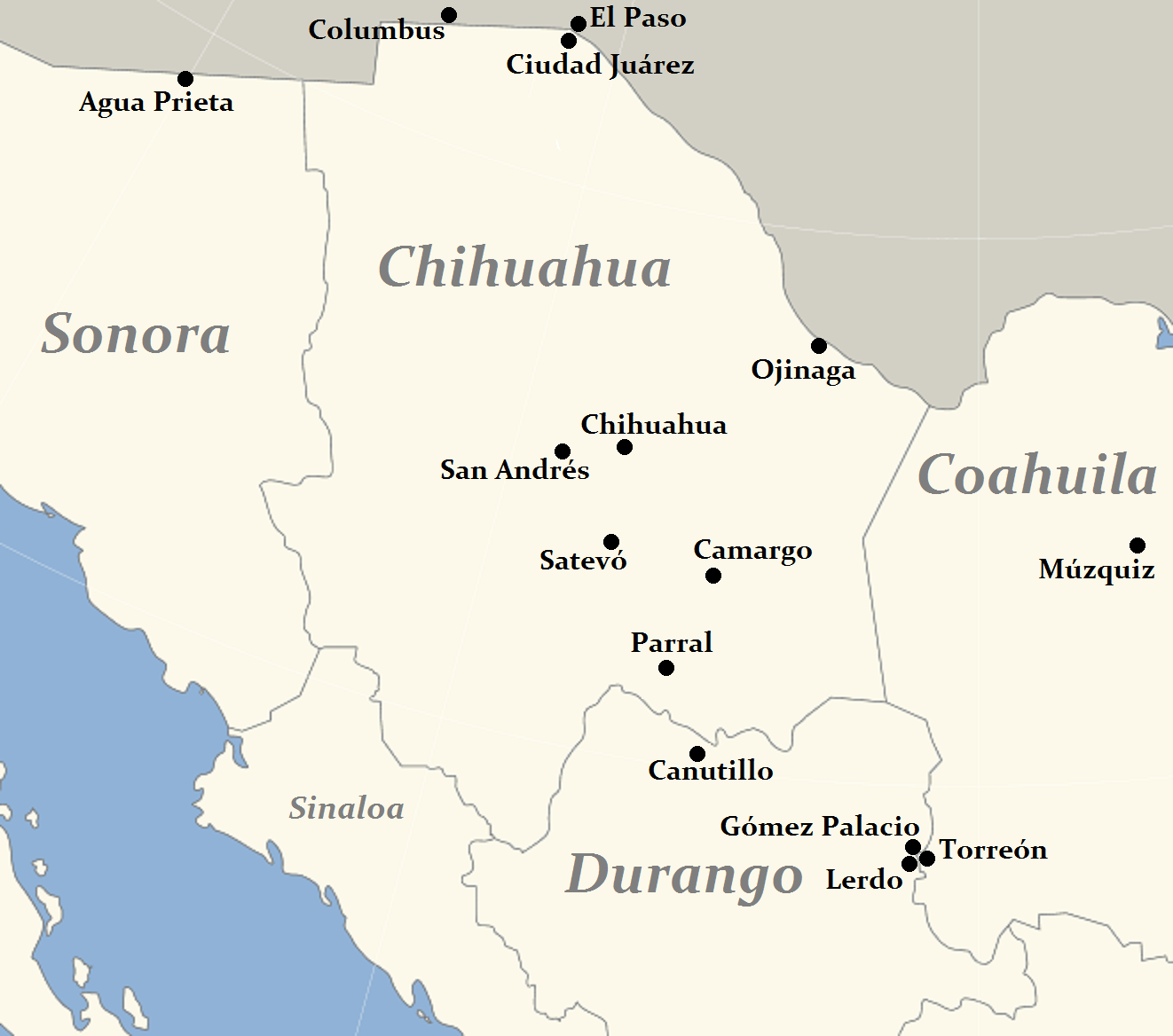
Chihuahua állam és környéke

Február végén Canutillónál újra összesereglettek a villisták, ezúttal 1500-an, majd útnak indultak. Március 12-én a Rosario nevű vasútállomás közelében összecsaptak egy személyesen Murguía által vezetett csapattal, amelyet le is győztek, március végén pedig ismét megpróbálták elfoglalni Chihuahuát, ám ezúttal a védők visszaverték őket. Az újra szétszóródó sereg egy kisebb része Villával együtt egy Bavícora melletti haciendánál gyűlt össze, amit azonban április 18-án Murguía lerohant, így el kellett menekülniük, 24-én pedig a Rubio haciendánál állítottak csapdát a villistáknak, akiket a helyszínre érve lövések fogadtak. Parral mellett viszont legyőzték Joaquín Amaro egységeit, majd északra vonultak, és május 12-én a La Boquilla-víztározónál, 14-én pedig Ojinagánál is győzelmet arattak.
Valamikor júniusban eljutott hozzá egy újság, amelyben arról volt szó, hogy Carranza hogyan éli mindennapjait Mexikóvárosban, és ebből kiderült, hogy az elnök minden reggel, különösebb katonai kíséret nélkül lovagol egyet a Chapultepeci-erdőben. Villában ezt olvasva egy vakmerő terv fogalmazódott meg. Miguel Trillót és José María Jaurrietát vonaton Mexikóvárosba küldte, hogy annak közelében béreljenek egy istállót, és magukat lókereskedőknek kiadva gyűjtsenek össze lovakat, valamint 50 erdőőr-, vagy más forrás szerint elnökiőr-ruhát, ő maga pedig társaival több ezer kilométert fog lovagolni ellenséges területen, majd a fővárosba érkezve a beszerzett lovakat és ruhákat felhasználva elrabolják Carranzát egy erdei lovaglása alkalmával. Trillo és Jaurrieta teljesítette is feladatát, amíg Villa és csapata dél felé haladt. Durangón, Zacatecason, Aguascalientesen és Jaliscón keresztül már León közelébe értek, ám útközben olyan sok kis összecsapásba keveredtek, hogy számuk lassacskán megfogyatkozott. Villa belátta, hogy nem tudja kivitelezni a tervet, ezért feloszlatta csapatát és visszatért északra.
A következő hónapok ugyanúgy teltek, mint a korábbiak: a villisták mindenfelé vándoroltak és kisebb csatákba keveredtek. Novemberre azonban ismét összegyűltek körülbelül ezren, és lerohanták a határmenti Ojinagát, amit sikerült is elfoglalniuk. Azt remélték, az Egyesült Államokból lőszerhez tudnak majd jutni, de a megváltozott helyzet miatt korábbi amerikai kapcsolattartóik is visszaléptek, és nem segítettek nekik. Hamarosan egy nap alatt két csatában Murguía két tábornokát is legyőzték, akit ráadásul emberei sorra hagytak el, így jelentősen meggyengült, sőt, mivel katonái számos faluban fosztogatták a lakosságot, helyenként pedig a nőket is zaklatták, így az északi államokban a nép sem támogatta a carranzistákat.
1918 februárjának végén vagy márciusának elején Laguna la Estacada közelében Murguía győzedelmeskedett a villisták felett, rövid időn belül azonban Canutillónál vereséget szenvedett tőlük. Március 11-én a Tepehuanes melletti csatában a carranzista Amaro győzött, ezután pedig Villa hónapokra eltűnt. Bár mindenféle szóbeszédek terjedtek hollétéről, valójában senki sem tudta, merre tartózkodik. Csak július 8-án tűnt fel újra, amikor ismét megtámadta Parralt. Már majdnem sikerült is elfoglalnia, de megtudta, hogy erősítés érkezik a védőkhöz, ezért visszavonulást rendelt el. Augusztus elején La Jaboneránál, később a Horcasitas állomásnál, Santa Cruz de Herreránál, szeptember 13-án pedig a Palomas-kanyonnál is kisebb győzelmeket aratott, de a carranzistáknak szinte az egész ország rendelkezésére állt, hogy onnan utánpótlást küldjenek, így az ilyen győzelmeknek szinte semmi hozadéka nem volt, csak veszteségeket jelentettek: társai lassan, de folyamatosan fogyatkoztak. Ráadásul hiába foglaltak el egy-egy várost, amikor elhagyták azt, a kormányerők nagyon hamar visszaszerezték.
Villa szeptember végén még elfoglalta Jiménezt, november 23-án pedig több mint 2000 emberrel lerohanta a Villa Ahumada nevű falut, ahol újra megszerzett néhány vonatot, és már csaknem elindult velük Ciudad Juárez irányába, de az ottaniak értesültek szándékáról, így, mivel már nem tudott volna meglepetésszerűen támadni, inkább meg sem próbálta. Karácsonykor megtámadta Satevót, ahol a templomba menekült védőket kézigránátokkal dobálták meg, így a templom összedőlt.
1919 januárjának közepén Tosesiguánál újra csatlakozott a villistákhoz egy korábban Amerikába települő harcos: a Villa által nagyra becsült Felipe Ángeles. Március elején Santa Gertrudisnál ismét több ezer ember gyűlt össze, de egy napokig tartó tanácskozáson úgy döntöttek, ez a sereg is feloszlik, és majd áprilisban egyesül újra. Így is történt: április közepén a had megtámadta és sokadszorra elfoglalta Parralt, ahol a következő napokban Villa többek között egy újabb házasságot is kötött, ezúttal egy Soledad Seáñez nevű fiatal tanítónővel. Hamarosan újra észak felé indultak, és június elején – Ángeles tiltakozása ellenére – Ciudad Juárezt is megközelítették. A város megtámadására a 14-ről 15-re virradó éjjel került sor, majd 16-án újra próbálkoztak, ám ekkor amerikai katonák, arra hivatkozva, hogy lövedékek hatoltak át a határon, beavatkoztak a harcba, így Villa kénytelen volt visszavonulni.
Ezután sokáig dél felé haladtak, augusztus végén pedig már Durango városát ostromolták, de itt sem jártak sikerrel, sőt, a visszavonulás során életét vesztette a Villa által különösen kedvelt Martín López is. Őszre igencsak kiéleződött Villa és Ángeles szembenállása: utóbbi értelmetlennek tartotta ezt a fajta gerillaháborút, és inkább egy nagy, békés szövetség létrehozását tartotta volna célravezetőnek, akár még az arra hajlandó carranzistákkal is tárgyalva. A szembenállás oda vezetett, hogy október közepén Ángeles elhagyta a villistákat. November közepén a kormányerők Ciénaga de Olivosnál elfogták és néhány hét múlva kivégezték.
December elején Cuchillo Paradóból, ahol Villa 1100 embert gyűjtött össze, a sereg kelet felé indult, és hét nap alatt 700 kilométert megtéve a Coahuila állambeli Múzquiz közelébe érkeztek. A várost kevesebb mint fél óra alatt elfoglalták, és gazdag zsákmányt szereztek. 1920 januárjában már ismét Durango földjén harcolt, 13-án a Santa Clara haciendát támadta meg, majd kétszer is összecsapott Amaróval, először győztesen, másodszor megfutamodva. Február 3-án kifosztották a védtelenül hagyott Lerdót és Gómez Palaciót, egy hónappal később a rellanói állomáson foglalt el egy vonatot, aztán ismét feloszlatta seregét.

## Carranza halála után
Tavasszal kiéleződött az ellentét Carranza és Sonora állambeli korábbi hívei között. Adolfo de la Huerta, Álvaro Obregón és Plutarco Elías Calles vezetésével felkelés tört ki, amelyhez a hadsereg nagy része is csatlakozott, ezért május végén az elnök kénytelen volt elmenekülni Mexikóvárosból, menekülés közben pedig meg is gyilkolták. Villa felajánlotta De la Huertának, hogy csatlakozik hozzá, ezért Calles meghívta egy találkozóra, ahova azonban személyesen nem ment el, hanem Alfonso Gómez Morentínt küldte maga helyett. Hajlandó lett volna visszavonulni a magánéletbe, ha Chihuahuában vagy Parralban telepedhet le, de Calles inkább Sonorát javasolta, amit viszont Villa nem akart elfogadni. Miközben azonban Calles látszólag békét kínált Villának, Ignacio Enríquez tábornokot megbízta azzal, hogy végezzen a forradalmár vezérrel.
Május 24-én, a chihuahuai Allende település mellett találkozott össze Villa 100 és Enríquez 500 embere. Harc helyett azonban tárgyalásba bocsátkoztak, ahol Enríquez megpróbálta meggyőzni Villát, hogy fogadja el az Agua Prieta-terv által kinevezett, De la Huerta által vezetett kormányt és tegye le a fegyvert, hiszen Carranza, aki ellen eddig harcolt, már halott. Egyelőre azonban csak egy 48 órás fegyverszünetben tudtak megegyezni, de Enríquez ezt sem tartotta be: éjjel csapatai megpróbálták bekeríteni és elfogni Villát, ám ő még időben elmenekült.
Ezután néhány napra ismét eltűnt, majd június elején jelent meg ismét, amikor megtámadta Parralt, ahol kiszabadította a börtönből néhány korábban fogságba esett tisztjét, majd észak felé vonult tovább.

### A sabinasi egyezmény
Június végén egy vonat megtámadásakor találkozott egy régi ismerősével, aki ajánlatot hozott számára a béketárgyalások újrakezdéséről, ezúttal egy Elías Torres nevű újságíró közbenjárásával. Július 2-án meg is jelent az Encinillas nevű haciendánál, majd több órás tárgyalás után üzenetet küldött De la Huertának, amelyben kifejtette: hajlandó a békekötésre, feltéve, hogy egy legalább 500 fős rendfenntartó csoport vezetője maradhat Chihuahuában, az államban szabad választásokat tartanak, katonáinak pedig egy kijelölt helyen földterületeket juttatnak. De la Huerta ezzel szemben azt javasolta, hogy Villa a durangói Canutillóban kapjon egy haciendát, fegyveres testület nélkül, volt katonái pedig Chihuahuában jussanak birtokhoz, és egy évig, amíg földjeik nem fordulnak termőre, pénzt is adna nekik.
A fegyverletétel helyéül Saucillót javasolták, amit Joaquín Amaro katonái szálltak meg. Amaro ellentmondásos utasításokat kapott azzal kapcsolatban, hogyan viselkedjen az oda érkező villistákkal szemben: július 17-én De la Huerta még arra kérte, ne avatkozzon be fegyveres erőivel, de két nappal később Obregón nyomására megváltoztatta álláspontját, és a hadügyminiszterré kinevezett Calleshez hasonlóan már támadásra adott utasítást.

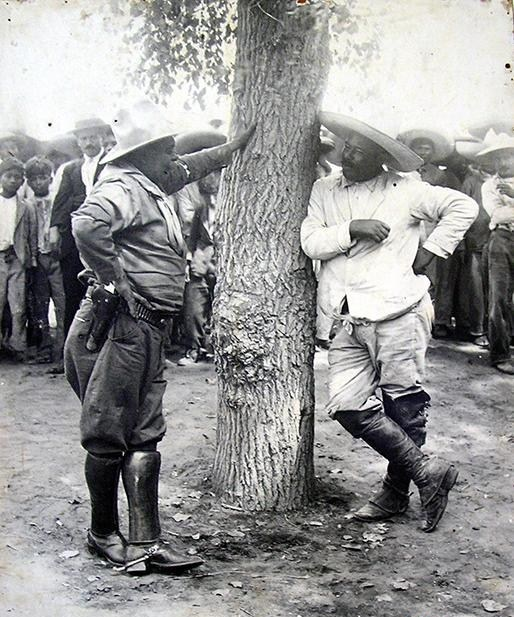
Eugenio Martínez és Pancho Villa Sabinasban

Ám Villa kémei jóvoltából tudta, mi készülődik, ezért már napokkal korábban úgy döntött, egy biztonságosabb helyre vonul, ahonnan személyesen lép kapcsolatba az általa jobb indulatúnak tartott De la Huerta elnökkel. Mintegy 800-900 emberével lóra ült, és sok száz kilométeres vágtába kezdett keleti irányban. Hegyeket és sivatagokat szeltek át, élelem és víz nélkül, végül július 26. hajnalára megérkeztek a coahuilai Sabinas városához, amelynek kis helyőrségét pillanatok alatt szétverték. Reggel távírón keresztül tárgyalásokba bocsátkozott az elnökkel, akinek megismételte, hajlandó visszavonulni a harcokból a magánéletbe. Hogy Villa hol kapjon birtokot, arról még mindig vitáztak, mivel De la Huerta nem akarta engedni, hogy abban a Chihuahua államban telepedjen le, ahol túl sok ellenséget szerzett magának az elmúlt évek során. Végül, hogy a békekötést hivatalossá tegyék, az elnök Sabinasba küldte Eugenio Martínez tábornokot, aki másnap 75 emberével érkezett meg a városba. Itt egy fa alatt folytatták le megbeszélésüket négyszemközt, végül megegyeztek, hogy Villa elfogadja a durangói birtokot, de azt kérte, fegyvereit önvédelmi célból tarthassa meg, és kaphasson egy 50 fegyveresből álló kíséretet is. Július 28-án délelőtt 11-kor írták alá az egyezményt, majd Villa bejelentette embereinek, hogy a harc véget ért, és azt kérte tőlük, hogy „utolsó lövéseinket lőjük a levegőbe, hogy így mondjunk búcsút a forradalomnak.”
A következő napokban elindultak Tlahualilóba, a fegyverletétel megbeszélt helyszínére, ahova augusztus 13-án érkeztek meg. Útközben érdeklődő újságírók sokaságával találkoztak, számos fénykép és néhány filmfelvétel is készült ezekben a napokban a magát megadó vezérről. Végül a hónap utolsó napján az összes egykori villista tábornok aláírásával megjelent a tlahualilói kiáltvány, melyben leszögezték: örökre visszatérnek a munka világába, és nem fognak fegyvert a kormány ellen, csak és kizárólag külföldi beavatkozás esetén.

### A béke évei
Villa valószínűleg szeptember első napjaiban érkezett meg a canutillói birtokra, majd a hónap közepén csatlakozott hozzá az addig San Antonióban élő Luz Corral, decemberben pedig egy másik felesége, Soledad Seáñez és közös fiuk, Antonio is. Hogy rajtuk és Villa 50 fős kíséretén kívül még hányan éltek itt, arról nincs információ, de elképzelhető, hogy akár néhány százan is. 1921 elején újabb lakókat költöztetett a telepre, köztük több gyermeket: sajátjait és a harcok során elhunyt társai árváit egyaránt. Február végén megérkezett Canutillóba egy Austreberta Rentería nevű nő is, akivel néhány évvel korábban ismerkedett meg, de az ő társaságát Corral nem bírta tovább négy napnál, ezért elhagyta a birtokot és Chihuahuába költözött.
Amikor Villa birtokba vette az haciendát, minden épülete romokban, elhagyatottan állt. Mivel a templom volt az, amelyik a legjobb állapotú volt mind közül, ezért Villa és Corral eleinte a templomban laktak (nem kevés denevér és patkány társaságában), majd a következő hónapokban lassacskán rendbe hozták a környező házakat és gazdasági épületeket is. Corral még egy kis házi könyvtárat is létesített otthonukban.
A teljes birtok hivatalos átadás-átvétele 1920. október 4-én történt meg. Az alkalomra a helyszínre érkezett a kormány több képviselője, majd este egy kis ünnepséget rendeztek, ahol Villa gitárkíséret mellett még egy rancheradalt is elénekelt. Néhány nappal korábban elküldte De la Huerta elnöknek ajándékba az utóbbi években hű társául szolgált legendás lovat, Siete Leguast is (nevének jelentése: hét leuga).

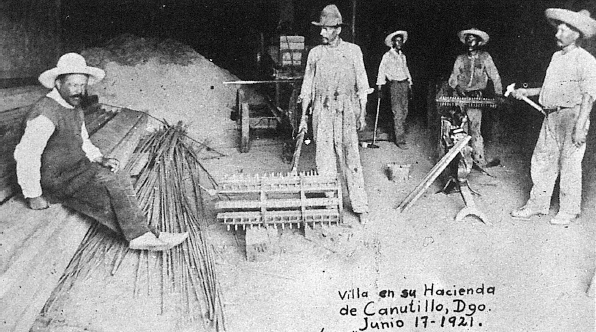
Villa (bal oldalon) canutillói birtokán

A környező földeken legnagyobb mennyiségben búzát vetettek, de termeltek kukoricát, babot és gyapotot, később pedig krumplit és földimogyorót is. Tartottak állatokat (nem csak haszonállatokat, hanem például kakasokat is kakasviadalok céljából), és erőgazdálkodást is folytattak, a földmunkákhoz pedig beszereztek 10 traktort. Kezdetben felépítettek egy patkolókovács-műhelyt, egy nixtamalmalmot és egy bőrművesműhelyt is, később pedig üzembe helyeztek egy szövőműhelyt, valamint egy kis erőművet, ami elektromossággal látta el a kezdetleges közvilágítást és a telefonokat. A munkások számára több utcányi lakóházat emeltek, emellett nyitottak egy postát és egy iskolát is. Az iskola, ahol több száz gyermeket, köztük más településekről érkezőket is oktattak, 1922 februárjában nyílt meg. A diákok minden napot a himnusz eléneklésével kezdtek, kora délutánig tanultak, majd pihenés után egészen este 7-ig dolgoztak.
A templomban egy üzlet került kialakításra, ahol a birtokon termelt árukhoz ingyen lehetett hozzájutni, a többnyire a közeli Parralban vásárolt egyéb termékeket (cukor, kávé, zsír, dohány, gyufa) pedig kedvezményes áron vásárolhatták meg a lakók. Villa nem csak irányította a gazdálkodást, hanem személyesen részt is vett benne: többek között szántott, vetett, építkezett, lovakat patkolt és marhákat bélyegzett.
Mindennek fenntartásához sok pénzre volt szükség. Számtalan legenda szól arról, hogy Villa a forradalom évei alatt rengeteg kincset ásott el Chihuahua és Durango területén, és ezeknek a legendáknak egy része igaz volt: most többek között ezeket az elásott értékeket használta fel a birtok fenntartásához.
1922 májusának végén egy Regino Hernández nevű újságíró érkezett Canutillóba, aki egy hetet ott töltve részletesen beszámolt a helyi körülményekről. Villa kihasználta az alkalmat, hogy tudassa a világgal: nem igazak azok az országszerte terjedő szóbeszédek, miszerint vissza akar térni akár a politikába, akár a harcmezőre. Hernándezszel való beszélgetései során igen őszintén elmondta véleményét néhány kényes témáról. Amikor szóba került, hogy nem adná-e gyermekeit amerikai iskolákba, határozott nemmel felelt, és az amerikaiakra célozva hozzátette: az első, amit megtanít a gyerekeknek, az az lesz, hogy gyűlöljék a mexikói nép ellenségeit. A vallással kapcsolatban kijelentette, hogy ő se nem vallásos, se nem ateista, de tisztel mindenfajta hitet. Mivel szociális intézkedései miatt többen is szocialistának nevezték, véleményt mondott a „bolsevikok” által hirdetett egyenlőségről is: „Az egyenlőség nem létezik, nem is létezhet. Hazugság, hogy mindannyian egyenlők lehetünk, mindenkinek meg kell adni azt a helyet, ami megilleti. A társadalom számomra egy nagy létra, amin emberek vannak lent is, mások középen, megint mások nagyon magasan. Ez egy létra, amit a természet alakított ki, a természet ellen pedig nem lehet harcolni.”

## Halála
Annak ellenére, hogy Villa évek óta viszonylag zárkózott életet élt, és nem kívánt beleavatkozni a Canutillón kívüli ügyekbe, számos régi ellensége úgy érezte, jobb lenne végleg leszámolni vele. 1923 márciusában és áprilisában a parrali Hotel Imperial szállodában rendszeres találkozókat kezdett tartani egy összeesküvő csoport, amelyet az egykori villista Maclovio Herrera testvére, Jesús Herrera vezetett, de részt vett benne a parrali szabadkőműves-páholy nagymestere, Eduardo Ricaud is. Felkeresték Melitón Lozoyát, aki szintén Villa ellensége volt (de hogy pontosan miért, arra számos különböző magyarázatot adnak a történészek), és megbízták, hogy gyűjtsön maga köré egy kis fegyveres csoportot, amellyel majd csapdát állítanak Villának. A jól őrzött haciendát nehéz lett volna lerohanni, ezért úgy döntöttek: amikor majd Villa Parralba látogat, ott fogják lelőni rejtekhelyükről előlépve. Lozoya hamarosan össze is gyűjtött egy kis csapatot, olyan emberekből, akiknek családtagjait a forradalom évei során a villisták ölték meg.
Májusban ki is béreltek több épületet a városban, felmérték a helyszínt, puskákat szereztek be, de valamiért annak ellenére sem hajtották végre a tervet, hogy Villa több alkalommal is Parralba utazott. Ezután csatlakozott az összeesküvőkhöz a szintén szabadkőműves Jesús Salas Barraza, egy durangói képviselő, akit az 1916-os torreóni csata után Villa emberei fejbe lőttek, és csak nagyon kevésen múlt, hogy nem halt bele sérülésébe. Általa tudomást szerzett a tervről az állam kormányzója, majd valószínűleg Plutarco Elías Calles kormányzati titkár is, de hogy az 1920 óta a köztársasági elnöki posztot betöltő Álvaro Obregón is tudott-e róla, arról megoszlanak a vélemények. Van, aki szerint nem, mások azt mondják, tudott róla és egyetértett vele. Július 7-én a merénylők ismét elhelyezkedtek két szomszédos kibérelt házban, és várták Villa érkezését, ám ő a következő néhány napban nem jelent meg Parralban. Legközelebb 18-án érkezett ide, így az összeesküvők 19-én újra elfoglalták házaikat, és várták az alkalmas időpontot. Aznap látták is elhaladni Villát az utcán, ám (legalábbis Salas Barraza állítása szerint) egy véletlenül arra járó, iskolás gyerekekből álló csoport megakadályozta őket, hogy már akkor beteljesítsék tervüket.

### A gyilkosság

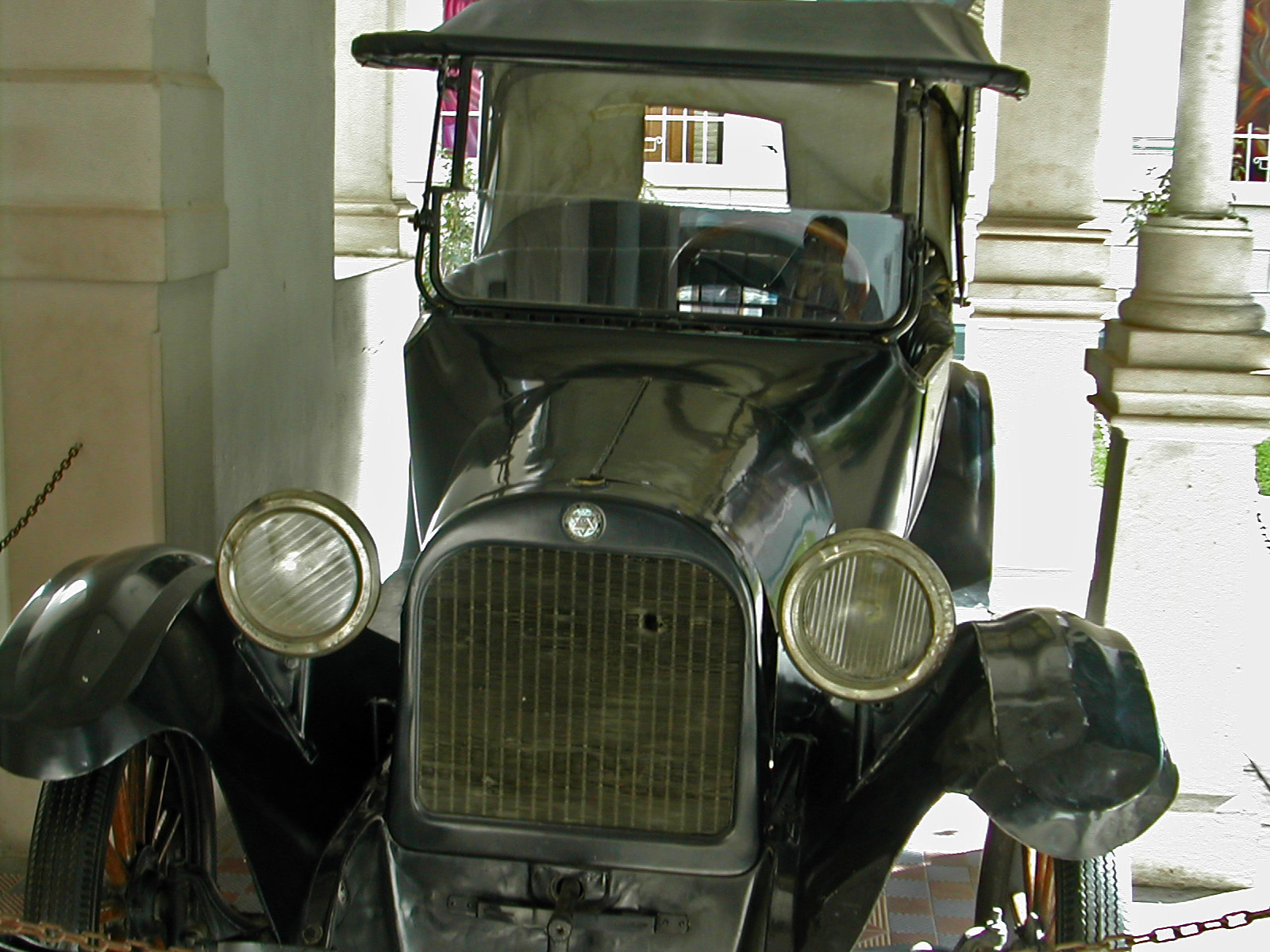
Az autó, amelyben Villát a halálos lövések érték, ma egy chihuahuai múzeumban látható

Villa már az ezt megelőző napokban érezte, hogy készülődik valami, erről egyik korábbi feleségének, Esther Cardona Canalesnek 18-án írt levelében is beszámolt. A 20-ára virradó éjszakát egy másik felesége, Manuela Casas házában töltötte, reggel korán kelt, megfürdött, borotválkozott, reggelire kávé mellé sült tojást és zöld csilit evett sajttal, babbal és tortillával, majd jókedvűen játszott egy kicsit múlt évben született gyermekével, Trinidaddal. Háromnegyed 8 körül indult el Dodge 30-35 típusú autójával, amelyet ő vezetett, mellette Miguel Trillo nevű titkára ült, mögöttük pedig öt társuk. A Juárez utcán haladtak, majd befordultak jobbra, amikor az eddig a házakban rejtőző merénylők: Librado Martínez, Ruperto Vera és José Sáenz Pardo kinyitották az épületek ajtóit és tüzet nyitottak. Körülbelül 150 lövést adtak le az autóra, ebből különböző források szerint 9–16 találta el Villát, aki azonnal meghalt. Szintén életét vesztette Trillo, valamint a kíséret tagjai közül Rosalío Rosales és Daniel Tamayo is. A többiek is megsebesültek, Claro Hurtado a kórházban halt meg, Rafael Antonio Medrano pedig vagy körülbelül egy hét, vagy néhány év múlva. Az egyetlen, aki még sokáig élt közülük (valószínűleg egészen 1973-ig), Ramón Contreras volt. Az autó egy távírópóznának ütközve megállt, a gyilkosok pedig, miután Salas Barraza még belelőtt egyszer a már halott Villa fejébe, elhagyták a helyszínt.
21-én Parralban került sor a temetésre annak ellenére, hogy Villa még mintegy 10 évvel korábban Chihuahuában építtetett magának egy mauzóleumot, hogy majd később ott helyezzék örök nyugalomra. Először misét tartottak, majd 18:30-kor egy hatalmas menet indult a temetőbe. Villát a 9-es parcella 632-es számú árkába temették egy dísztelen, egyszerű sírba, amely mellett kíséretének 7 tagja 3–3 alkalommal a levegőbe lőve vett tőle végső búcsút. A községi palota zászlaját félárbócra eresztették.
Az Obregón-kormány ígért ugyan nyomozást, de mégsem tettek lépéseket a cél érdekében, ellenben a képviselőház néhány napon belül megkezdte a vizsgálódást. Hamarosan közzétett jelentésükben a gyilkosság politikai indíttatását sugalmazták, többek között ennek is volt köszönhető, hogy a közvélemény jó része országszerte Plutarco Elías Callest, a következő választás elnökjelöltjét tartotta a merénylet értelmi szerzőjének. Obregónhoz azonban több információ is eljutott a következő napokban azzal kapcsolatban, hogy a háttérben Salas Barraza áll, így ha korábban nem is tudott róla, a gyilkosság után már mindenképpen. Ki is használta az alkalmat: hogy megnyugtassa a közvéleményt és eloszlassa a Callesre vetülő gyanút, elfogatta Barrazát, akit a bíróság 20 év börtönre ítélt (igaz, következő tavasszal amnesztiát kapott).

### Holttestének sorsa

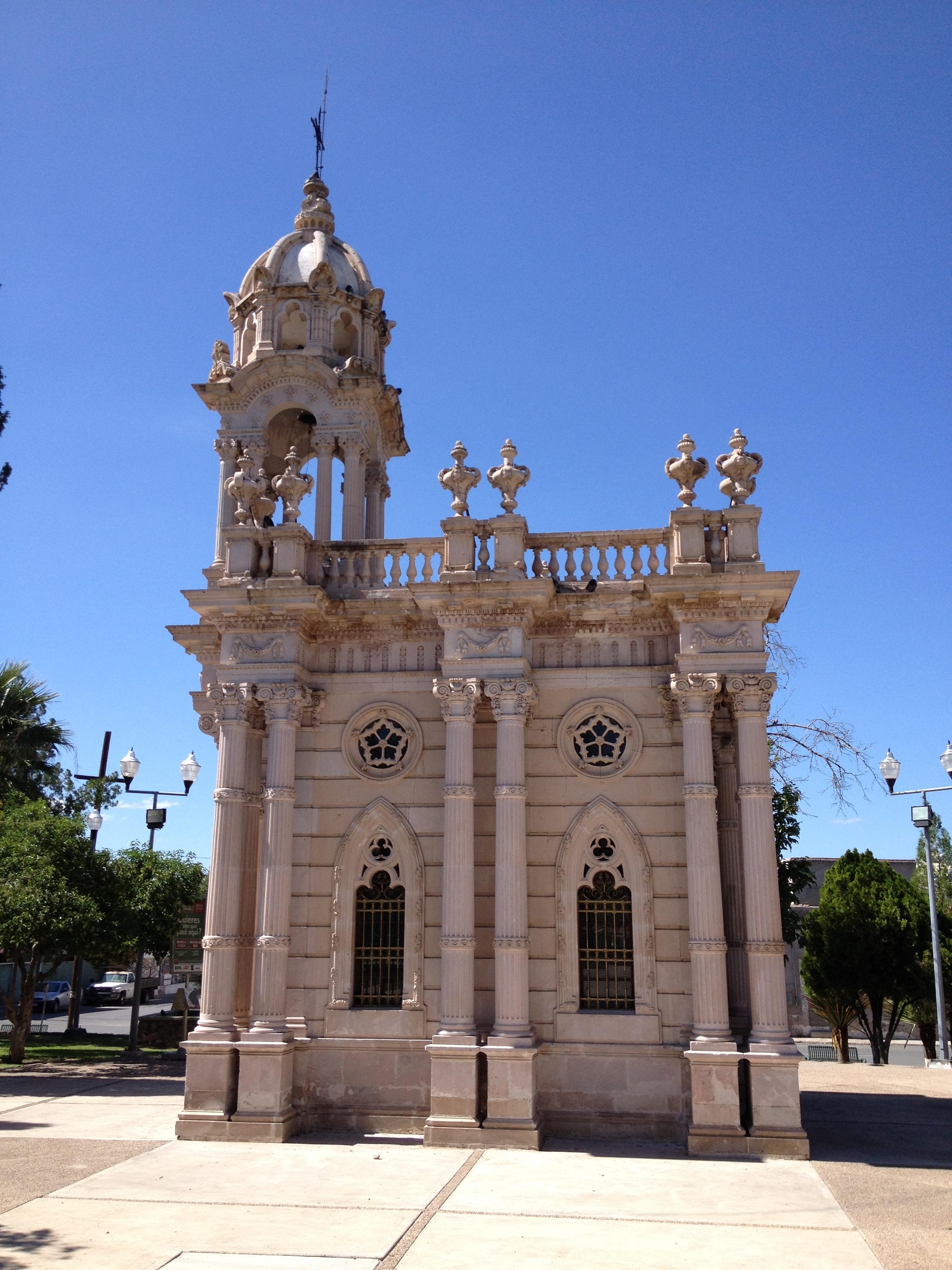
Pancho Villa mauzóleuma, amelyben soha nem helyezték el testét

Az 1926. február 5-ről 6-ra virradó éjjel egy kis csoport felásta Villa sírját, és magukkal vitték a holttest fejét. Az elkövetőket szinte biztos, hogy Francisco Durazo Ruiz, a parrali helyőrség vezetője bízta meg a sírrablással, de mind az indíték, mind a koponya holléte máig tartó rejtély.
Amikor 6-án fény derült az esetre, óriási felháborodás tört ki országszerte. A közvélemény a svéd származású amerikai kalandort, az egykor Villával, később Villa ellen harcoló Emil Holmdahlt vádolta a bűncselekménnyel, aki ekkor (véletlenül?) éppen Parralban tartózkodott. A hatóságok le is tartóztatták (egyben meg is védték az őt meglincselni akaró tömegtől), de később szabadon engedték. A következő napokban pletykák sokasága kezdett elterjedni az esettel kapcsolatban. Voltak, akik szerint az amerikaiak 50 000 dollárt fizettek a koponyáért, mások szerint Durazo egyszerűen félrefordított egy évekkel korábbi, Villa „fejére” vérdíjat kitűző, angol nyelvű hirdetményt, de a sírrablás egyik elkövetője, José Elpidio Garcilazo később azt állította, Durazo Obregón elnök kérésére hivatkozott, amikor megbízta őt.
A legelfogadottabb változat szerint Durazo megrémült az ellene hangolódó közvéleménytől, ezért úgy döntött, megszabadul a fejtől, és a Salaúces közelében található El Cairo mellett elásatta azt egy lőszeres ládában. A következő években azonban voltak, akik úgy „tudták”, a koponyát egy amerikai cirkuszban mutogatják pénzért, mások szerint egy New York-i múzeumban állították ki, de ezekre az állításokra máig nincs bizonyíték. Voltak, akik továbbra is abban hittek, hogy Holmdahl áll a háttérben, L. M. Shadbolt pedig még azt is állította, neki maga Holmdahl mutatta meg egyszer a koponyát. A 20. század végén vagy a 21. század elején azonban az is elterjedt, hogy Villa feje a Koponya és Csontok nevű titkos társasághoz került, akik a Yale Egyetem művészeti galériájával szemben álló The Tomb nevű központjukban helyezték el. Mivel a társaságnak tagja volt mind az idősebb, mind a fiatalabb Bush elnök, ezért Mexikóban felerősödtek azok a mozgalmak, amelyek az amerikai kormánytól követelik, hogy szolgáltassa vissza a koponyát Mexikónak.
Luis Echeverría kormánya idején Villát elnöki rendelettel nemzeti hőssé nyilvánították, maradványait pedig 1976. november 18-án áthelyezték Mexikóvárosba, Francisco Ignacio Madero és más forradalmárok, köztük nagy ellensége, Venustiano Carranza sírjai mellé, a forradalmi emlékmű kriptájába. Villa egyik felesége, Austreberta Rentería azonban később azt állította, hogy miután ellopták Villa koponyáját a parrali sírból, ő kicseréltette a holttestet, nehogy még egyszer valaki megszentségtelenítse a megmaradt csontokat, így ha ez igaz, akkor nem is Villa volt, akinek a testét áthelyezték Mexikóvárosba. Egy René Armendáriz nevű nőgyógyász véleménye, amely szerint a Mexikóvárosba áthelyezett csontváz valószínűleg egy nőé volt, megerősíti ezt az elképzelést.

## Emlékezete

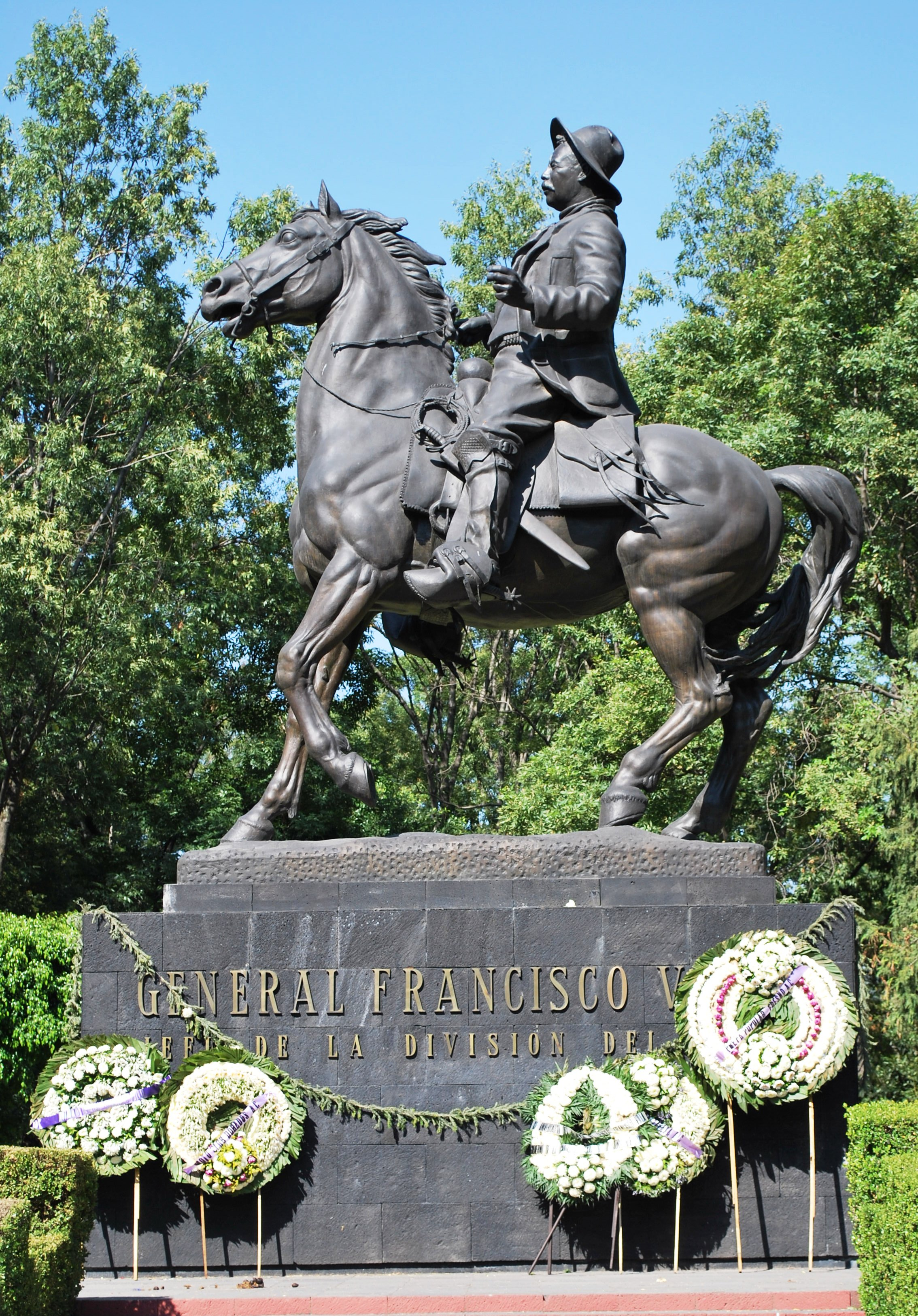
Pancho Villa lovasszobra Mexikóvárosban (Parque de los Venados)

Bár az „egyszerű” emberek nagy része mindig is hősként becsülte Villát, az 1929-ben Plutarco Elías Calles által alapított Nemzeti Forradalmi Párt, amelynek jogutódjai egészen 2000-ig folyamatosan irányították az országot, nem így tekintett rá. Évtizedeknek kellett eltelnie, hogy a hivatalos álláspont megváltozzon: még 1956-ban is megtiltották egy Pancho Villát ábrázoló lovasszobor felállítását Chihuahuában, csak arcának átalakítása után engedélyezték a szobor felavatását, és csak úgy, hogy felirata nem tartalmazta Villa nevét. 1966-ban kezdődött el az az országos érdeklődést kiváltó országgyűlési vita, amelynek végén megegyeztek abban, hogy nevét a többi nemzeti hőshöz hasonlóan arany betűkkel írják fel a képviselőház falára. Első monumentális lovasszobrát 1969-ben avatták fel Mexikóvárosban, ezt pedig később számos másik szobor követte országszerte, például Zacatecasban a La Bufa hegyen, Ciudad Juárezben, Gómez Palacióban, és Victoria de Durangóban.
Mexikószerte számos múzeumban láthatók a forradalommal, és azon belül Villával kapcsolatos emlékek, de létezik több külön Pancho Villa-múzeum is: egykori chihuahuai házában, a durangói Zambrano-palotában, Parralban és az amerikai Columbusban is.
Villa életéről számos könyv született, köztük tudományos és irodalmi alkotások egyaránt. Életét történészi nézőpontból dolgozta fel például Friedrich Katz és Paco Ignacio Taibo II, az irodalmárok közül pedig például Mariano Azuela, Martín Luis Guzmán, Mauricio Magdaleno, Nellie Campobello és Rafael F. Muñoz művei jelentősek. Ugyancsak számos film is készült róla, a legelsőben, a Mutual Film Corporation mára elveszett dokumentumfilmjében ő maga a főszereplő. 1934-ben mutatták be a Viva Villa! című amerikai filmet, amely azonban sok mexikóinak nem nyerte el a tetszését, így egyfajta „válaszként” 1936-ra megszületett a Vámonos con Pancho Villa, ami a SOMOS magazin 1994-es összeállítása szerint az addig készült legjobb mexikói film lett. Később több tucat, főként western műfajú film készült még róla, például az 1968-as Arnold, a bajkeverő és a 2003-as És a főszerepben Pancho Villa, mint maga; alakját megformálta például Pedro Armendáriz, Telly Savalas, Jesús Ochoa és Antonio Banderas is.
A 20. és 21. század során rengeteg különböző dolgot neveztek el világszerte Pancho Villáról, még az Amerikai Egyesült Államokban is több park róla kapta a nevét. Több mint 150 mexikói település és a zacatecasi stadion mellett nevét viselik például vendéglők, klubok, kocsmák, versenylovak és koktélok, de gyártottak már Pancho Villa vagy Villa nevű szappant, tequilát, sört és még egyfajta „mindent gyógyító elixírt” is. Azok a legendák, amelyek Villa évek során elásott kincseiről szóltak, számos embert ösztönöztek arra, hogy megpróbálják felkutatni a még megmaradt rejtekhelyeket, de hiába próbálkoznak folyamatosan mind a mai napig, egyelőre nincs olyan információ, hogy bárki is sikerrel járt volna.
2023-at, halálának 100 éves évfordulóját Andrés Manuel López Obrador elnök rendelete Pancho Villa-emlékévvé nyilvánította. Ebben az évben minden hivatalos iraton szerepelt a forradalmár arcképe és neve, illetve ezek megjelentek a háttérben ott is, ahol az elnök hivatalos bejelentéseket tett.
Nem mindenki tekint azonban pozitívan ma sem Villára. Főként az amerikai történészek és írók köreiben gyakori, hogy a mexikói történelem alakításában játszott szerepe helyett inkább fiatalkori bűntetteit és a forradalom során elkövetett, számos ártatlan áldozatot is követelő vérengzéseit hangsúlyozzák, de Mexikóban is vannak helyek, például Sonora államban, ahol a San Pedro de la Cueva-i mészárlás történt, ahol a helyiek is csak egy kegyetlen gyilkost látnak Villában.

## Magánélete, személyisége, tulajdonságai

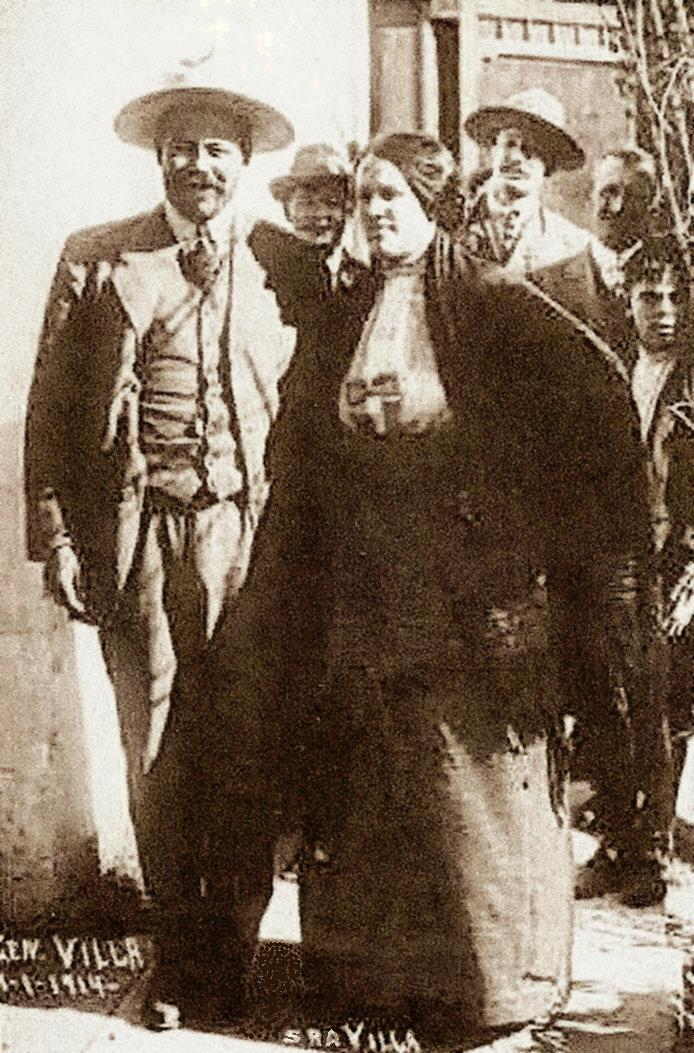
Villa és egyik felesége, Luz Corral

Villáról élete során több száz fénykép és számos leírás készült, ez utóbbiak azonban gyakran ellentmondanak egymásnak. Vannak, aki szerint haja és bajsza vörösesbarna volt, de van, aki szerint fekete. Némelyik leírás magasnak írja, mások közepesen magasnak, megint mások „nem túl magas”-nak, egy szabó pedig, aki ruhát készített neki, mindössze 164 centisnek mérte. Abban viszont megegyeznek a leírások, hogy feje kerek, szemei barnák, fogai pedig feltűnően sárgák: a vastartalmú durangói víztől, amelyet fiatalon rendszeresen ivott – teszik hozzá többen is. Testalkata korábban sem volt vékony, de canutillói évei alatt az általa ideálisnak tartotthoz képest is meghízott, ezért volt olyan időszak, amikor minden nap kiment az hacienda udvarára futni.
Élete nagy részében nem volt állandó lakhelye, állandóan úton volt (van olyan számítás, miszerint a forradalom során 68 000 km-t tett meg összesen), legfeljebb néhány hónapra telepedett le egy-egy városban. Vándorlásai miatt utolsó évei kivételével igazi családja sem volt, viszont alkalmi kapcsolata annál több. Legalább 27 nővel került kapcsolatba, közülük sokat feleségül is vett, így egyszerre számos felesége volt szerte az országban. Házasságaiból és azon kívül legalább 26 gyermeke született, bár több közülük fiatalon elhunyt. Halála után, mivel végrendeletet nem hagyott, összesen négy felesége és egy ötödiknek a gyermekei kezdtek hosszan tartó pereskedésbe az örökség ügyében.
Nem dohányzott, támogatta a kábítószer elleni küzdelmet, és elszánt antialkoholista volt. Sok esetben, ha elfoglalt egy-egy várost, bezáratta a kocsmákat, megtiltotta az alkoholos italok árusítását, összetörette az alkoholos italok üvegeit, sőt, esetenként azt is elrendelte, hogy aki alkoholt iszik, arra halálbüntetést szabjanak ki. 1914 májusában Torreónban erre hivatkozva meg is történt, hogy agyonlőtt egy bort ivó embert. Máskor is gyakran előfordult, hogy ha valaki bármilyen, számára nem tetsző dolgot tett, első reakciója az volt, hogy ki akarta végeztetni, és rendszeresen voltak dührohamai is. Más helyzetekben viszont akár nyilvános helyen vagy társai előtt is előfordult, hogy igen elérzékenyült, több alkalommal sírni is kezdett.
Szeretett kártyázni, elképzelhető, hogy fiatalon első bűntényét is azért követte el, mert kártyán sok pénzt vesztett. Szívesen látogatta a táncos mulatságokat, ahol a legkitartóbb táncosok közé tartozott. Kedvelte az édességeket és a fagylaltot, amikor 1912 elején El Pasóban élt, minden nap járt cukrászdába, földimogyorós palanquetából pedig gyakran akár napi fél kilót is megevett. Ugyancsak El Pasóban galambokat is tenyésztett, és megette őket, de a húsok közül legjobban a marhahúst szerette: egyszer orvosa javaslatára egy rövid időre húsmentesen próbált étkezni, de ezt nagyon nehezen bírta.
Igen bizalmatlan volt, és félt tőle, hogy álmában meggyilkolják, ezért éjszaka is vándorolt: sokszor máshol ébredt, mint ahol lefeküdt, és valószínűleg sokszor cipőben aludt, hogy gyorsan menekülni tudjon, ha vészhelyzetben ébred. Több merényletet is megkíséreltek ellene éjszaka, elképzelhető, hogy mindannyiszor ezen szokásai miatt menekült meg.